# 1. FC Nürnberg/Namen und Zahlen
Wichtige Namen und Zahlen, welche die Fußballabteilung des 1. FC Nürnberg betreffen und die nur in Listenform dargestellt werden können, befinden sich auf dieser Seite, um im Hauptartikel auf diese Daten hinführen zu können, ohne dass der Artikel selbst dadurch überladen und eine anschauliche Formatierung unmöglich wird.

## Erfolge
Im Laufe der Geschichte des 1. FC Nürnberg gelangen dem Vereine einige Meisterschaften und Titel.

### National
Bis zur Saison 1985/86 war der FCN 62 Jahre lang alleiniger Rekordmeister mit bis dahin neun Titeln, wurde jedoch in der Saison 1986/87 vom FC Bayern München, mit dessen Gewinn der zehnten Meisterschaft abgelöst. Zwischenzeitlich teilte sich der Club den Titel des Rekordmeisters noch mit dem VfB Leipzig ein Jahr lang und dem FC Schalke 04 über neun Jahre hinweg.
Von 1935 bis 1968 war der Club 33 Jahre lang Rekordpokalsieger. Mit der Spielzeit 1968/69 wurde man vom FC Bayern abgelöst.
| Deutscher Fußballmeister (9) | Deutscher Vizemeister (4) | DFB-Pokalsieger (4) | Supercup/ Ligapokal (–) |
| ---------------------------- | ------------------------- | ------------------- | ----------------------- |
| 1919/20                      | 1921/22                   | 1935                | Halbfinale 2007         |
| 1920/21                      | 1933/34                   | 1939                |                         |
| 1923/24                      | 1936/37                   | 1961/62             |                         |
| 1924/25                      | 1961/62                   | 2006/07             |                         |
| 1926/27                      |                           |                     |                         |
| 1935/36                      |                           |                     |                         |
| 1947/48                      |                           |                     |                         |
| 1960/61                      |                           |                     |                         |
| 1967/68                      |                           |                     |                         |

weitere nationale Erfolge und Auszeichnungen:
- Teilnahmen an der Entscheidung zur deutschen Meisterschaft: 89
- unterlegener DFB-Pokal-Finalist (2): 1940 und 1982
- Süddeutscher Meister (7): 1916, 1918, 1920, 1921, 1924, 1927 und 1929
- Pokal des Süddeutschen Fußball-Verbandes (3): 1919, 1924 und 1954
- Bayerischer Meister (1): 1907
- Meister der Gauliga Bayern (7): 1934, 1936, 1937, 1938, 1940, 1943 (Gruppe Nord) und 1944 (Gruppe Nord) (Rekord)
- Meister der amerikanischen Besatzungszone (2): 1947 und 1948 (Rekord)
- Meister der Oberliga Süd (6): 1947, 1948, 1951, 1957, 1961 und 1962 (Rekord)
- Meister der zweitklassigen Regionalliga Süd (1): 1971
- Meister der 2. Bundesliga (4): 1980 (Staffel Süd), 1985, 2001 und 2004 (Rekord)[1]
- Meister der drittklassigen Regionalliga Süd (1): 1997
- Ewige Tabelle der Fußball-Bundesliga: Platz 14
- Ewige Tabelle der 2. Fußball-Bundesliga: Platz 11
- Ewige Tabelle der Oberliga Süd: Platz 1
- inoffizielle Meistersterne: 2
- Auszeichnung zu Deutschlands Mannschaft des Jahres (1): 1961

Mit den neun Meisterschaften ist der Club bis heute nach dem FC Bayern München (31 Meisterschaften) und dem BFC Dynamo (zehn DDR-Meisterschaften) auf dem dritten Rang.
Stand: Mai 2021

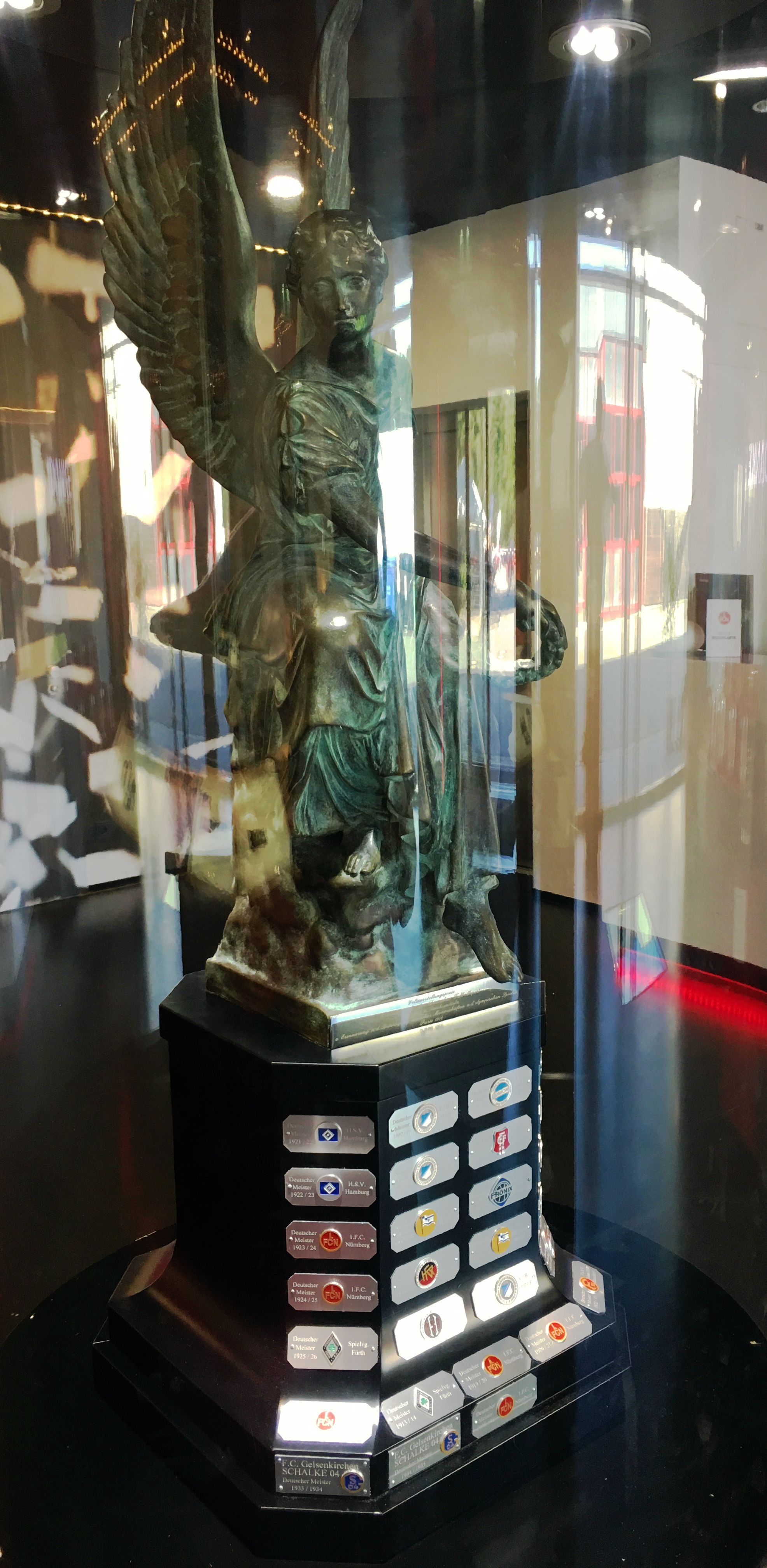
Victoria-Pokal
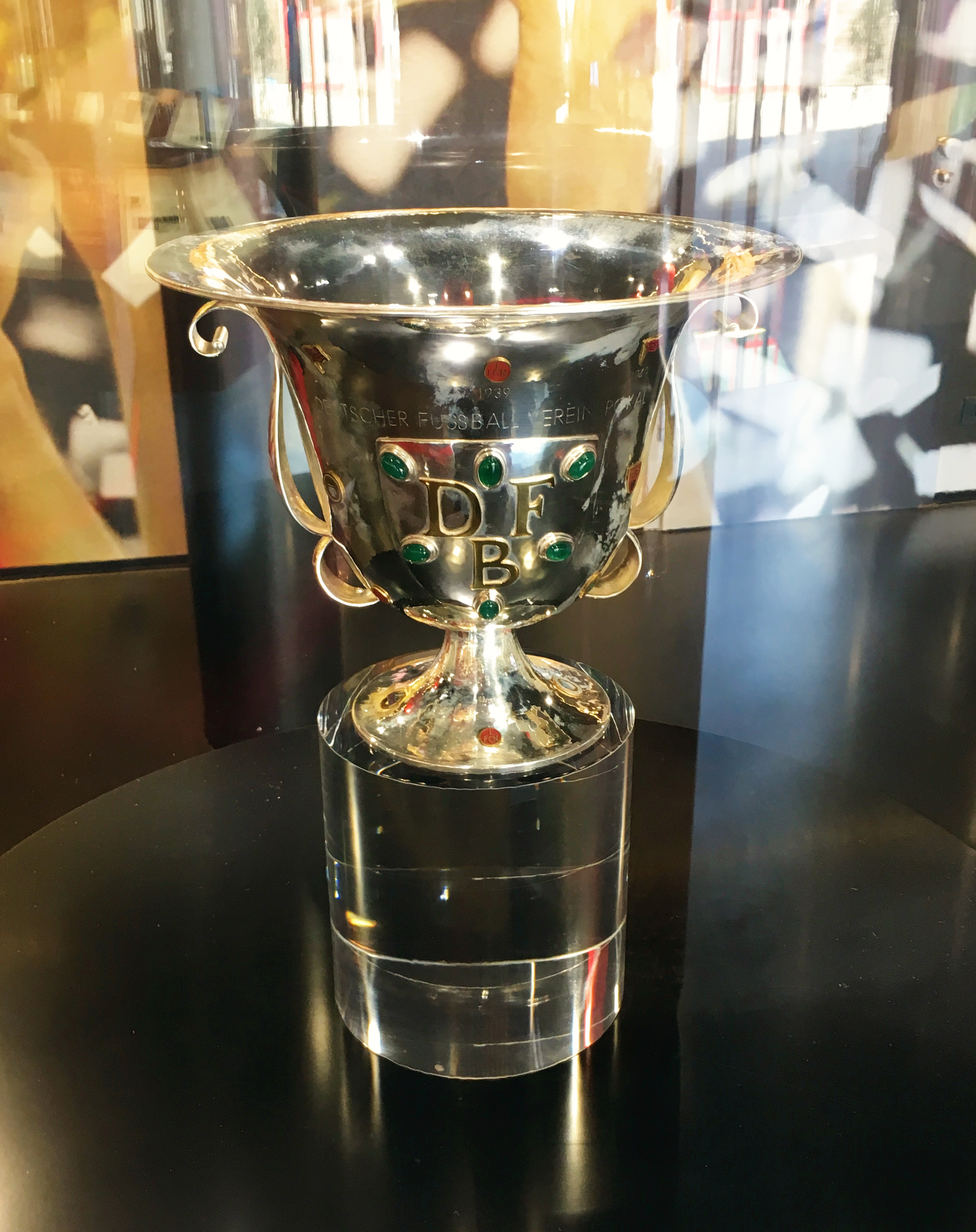
Goldfasanen-Pokal

#### Ligazugehörigkeit
- Spielzeiten in der höchsten deutschen Spielklasse: 90 Jahre
- Spielzeiten in der zweithöchsten deutschen Spielklasse: 24 Jahre
- Spielzeiten in der dritthöchsten deutschen Spielklasse: 1 Jahr

| Zeitraum      | Liganame                     | Spielklasse  |
| ------------- | ---------------------------- | ------------ |
| 1905 bis 1910 | Bezirksliga Nordbayern       | erstklassig  |
| 1910 bis 1914 | Ostkreis-Liga                | erstklassig  |
| 1914 / 1915   | kein Spielbetrieb            | –            |
| 1915 bis 1923 | Bezirksliga Nordbayern       | erstklassig  |
| 1923 bis 1927 | Ostkreis-Liga (Bayernliga)   | erstklassig  |
| 1927 bis 1933 | Bezirksliga Nordbayern       | erstklassig  |
| 1933 bis 1942 | Gauliga Bayern               | erstklassig  |
| 1942 bis 1944 | Gauliga Nordbayern           | erstklassig  |
| 1944 / 1945   | Gauliga Bayern/Mittelfranken | erstklassig  |
| 1946 bis 1963 | Oberliga Süd                 | erstklassig  |
| 1963 bis 1969 | 1. Bundesliga                | erstklassig  |
| 1969 bis 1974 | Regionalliga Süd             | zweitklassig |
| 1974 bis 1978 | 2. Bundesliga Süd            | zweitklassig |
| 1978 / 1979   | 1. Bundesliga                | erstklassig  |
| 1979 / 1980   | 2. Bundesliga Süd            | zweitklassig |
| 1980 bis 1984 | 1. Bundesliga                | erstklassig  |
| 1984 / 1985   | 2. Bundesliga                | zweitklassig |

| Zeitraum      | Liganame         | Spielklasse  |
| ------------- | ---------------- | ------------ |
| 1985 bis 1994 | 1. Bundesliga    | erstklassig  |
| 1994 bis 1996 | 2. Bundesliga    | zweitklassig |
| 1996 / 1997   | Regionalliga Süd | drittklassig |
| 1997 / 1998   | 2. Bundesliga    | zweitklassig |
| 1998 / 1999   | 1. Bundesliga    | erstklassig  |
| 1999 bis 2001 | 2. Bundesliga    | zweitklassig |
| 2001 bis 2003 | 1. Bundesliga    | erstklassig  |
| 2003 / 2004   | 2. Bundesliga    | zweitklassig |
| 2004 bis 2008 | 1. Bundesliga    | erstklassig  |
| 2008 / 2009   | 2. Bundesliga    | zweitklassig |
| 2009 bis 2014 | 1. Bundesliga    | erstklassig  |
| 2014 bis 2018 | 2. Bundesliga    | zweitklassig |
| 2018 / 2019   | 1. Bundesliga    | erstklassig  |
| seit 2019     | 2. Bundesliga    | zweitklassig |

Zeitleiste ab 1905 bis heute

#### Meistersterne
Auf Grund der neun errungenen Meistertitel müsste der 1. FC Nürnberg eigentlich zwei Meistersterne auf dem Trikot führen dürfen. Da der FCN jedoch dem Aufgabenbereich der DFL angehört und diese nur errungene Meisterschaften in der Bundesliga wertet, werden acht dieser nicht offiziell anerkannt. Nur bei einer Teilnahme an einer Liga, die nicht der DFL angehört, also erst ab der 3. Liga, dürfte der Club die Sterne auf dem Trikot führen.

### International
Der 1. FC Nürnberg kann international, außer dem Gewinn des Inter Toto-Cups 1968 noch keine Titelgewinne vorzeigen, erreichte jedoch mehrfach in den internationalen Wettbewerben die Finalrunden.
| Europapokal der Landesmeister / UEFA Champions League (–) | UEFA-Pokal (–)            | Europapokal der Pokalsieger (-) |
| --------------------------------------------------------- | ------------------------- | ------------------------------- |
| Viertelfinale 1961/62                                     | 1. Runde 1988/89          | Halbfinale 1962/63              |
| 1. Runde 1968/69                                          | Sechzehntelfinale 2007/08 |                                 |

weitere internationale Erfolge und Auszeichnungen:
- Messestädte-Pokal: Teilnahme 1965/66, 1966/67
- Intertoto Cup: 1968

## Wichtige Spiele
Folgende wichtige Spiele unter Beteiligung des 1. FC Nürnberg fanden bisher statt:

### Endspiele um die deutsche Meisterschaft
Endspiel 1920:
| 1. FC Nürnberg – SpVgg Fürth – 2:0 (1:0) | |  |
| Austragungsort                           | Germania-Platz Frankfurt am Main, 13. Juni 1920, 35.000 Zuschauer, Schiedsrichter: Peco Bauwens                                                                 |  |
| Aufstellung                              | Heinrich Stuhlfauth – Gustav Bark, Jean Steinlein – Anton Kugler, Hans Kalb, Carl Riegel – Wolfgang Strobel, Luitpold Popp, Willy Böß, Heiner Träg, Péter Szabó |  |
| Trainer                                  | – |  |
| Tore                                     | 1:0 Popp (12.), 2:0 Szabo (73.) |  |

 Endspiel 1921:
| 1. FC Nürnberg – Vorwärts 90 Berlin – 5:0 (3:0) | |  |
| Austragungsort                                  | DSC 99-Platz Düsseldorf, 12. Juni 1921, 27.000 Zuschauer, Schiedsrichter: Peco Bauwens                                                                           |  |
| Aufstellung                                     | Heiner Stuhlfauth – Gustav Bark, Anton Kugler – Michael Grünerwald, Hans Kalb, Carl Riegel – Wolfgang Strobel, Luitpold Popp, Willy Böß, Heiner Träg, Hans Sutor |  |
| Trainer                                         | Izidor „Dori“ Kürschner |  |
| Tore                                            | 1:0 Popp (13.), 2:0 Träg (35.), 3:0 Träg (35.), 4:0 Popp (76.), 5:0 Popp (87.)                                                                                   |  |

 Endspiele 1922:
| 1. FC Nürnberg – Hamburger SV – 2:2 n. V. (2:2, 2:1) | |  |
| Austragungsort                                       | Grunewaldstadion Berlin, 18. Juni 1922, 30.000 Zuschauer, Schiedsrichter: Peco Bauwens                                                                                 |  |
| Aufstellung                                          | Heiner Stuhlfauth – Gustav Bark, Michael Grünerwald – Emil Köpplinger, Anton Kugler, Carl Riegel – Wolfgang Strobel, Luitpold Popp, Willy Böß, Heiner Träg, Hans Sutor |  |
| Trainer                                              | Izidor „Dori“ Kürschner |  |
| Tore                                                 | 0:1 Rave (19.), 1:1 Träg (20.), 2:1 Popp (30.), 2:2 Flohr (86.) |  |

| 1. FC Nürnberg – Hamburger SV – 1:1 n. V. (1:1, 0:0) | |  |
| Austragungsort                                       | VfB-Platz Leipzig-Probstheida, 6. August 1922, 50–60.000 Zuschauer, Schiedsrichter: Peco Bauwens                                                                 |  |
| Aufstellung                                          | Heiner Stuhlfauth – Gustav Bark, Anton Kugler – Emil Köpplinger, Reitzenstein, Carl Riegel – Wolfgang Strobel, Luitpold Popp, Willy Böß, Heiner Träg, Hans Sutor |  |
| Trainer                                              | Izidor „Dori“ Kürschner |  |
| Tore                                                 | 1:0 Träg (48.), 1:1 Schneider (69.) |  |

 Endspiel 1924:
| 1. FC Nürnberg – Hamburger SV – 2:0 (1:0) | |  |
| Austragungsort                            | Grunewaldstadion Berlin, 9. Juni 1924, 30.000 Zuschauer, Schiedsrichter: Seiler (Mittweida)                                                                       |  |
| Aufstellung                               | Heiner Stuhlfauth – Gustav Bark, Anton Kugler – Hans Schmidt, Hans Kalb, Carl Riegel – Wolfgang Strobel, Georg Hochgesang, Ludwig Wieder, Heiner Träg, Hans Sutor |  |
| Trainer                                   | – |  |
| Tore                                      | 1:0 Hochgesang (30.), 2:0 Strobel (87.) |  |

 Endspiel 1925:
| 1. FC Nürnberg – FSV Frankfurt – 1:0 n. V. | |  |
| Austragungsort                             | Frankfurter Waldstadion, 7. Juni 1925, 40.000 Zuschauer, Schiedsrichter: Willi Guyenz (Essen)                                                                       |  |
| Aufstellung                                | Heiner Stuhlfauth – Luitpold Popp, Anton Kugler – Hans Schmidt, Hans Kalb, Carl Riegel – Wolfgang Strobel, Ludwig Wieder, Georg Hochgesang, Heiner Träg, Hans Sutor |  |
| Trainer                                    | – |  |
| Tore                                       | 1:0 Wieder (108.) |  |

 Endspiel 1927:
| 1. FC Nürnberg – Hertha BSC – 2:0 (1:0) | |  |
| Austragungsort                          | Grunewaldstadion Berlin, 7. Juni 1927, 50.000 Zuschauer, Schiedsrichter: Willi Guyenz (Essen)                                                                              |  |
| Aufstellung                             | Heiner Stuhlfauth – Luitpold Popp, Georg Winter – Emil Köpplinger, Hans Kalb, Hans Schmidt – Baptist Reinmann, Georg Hochgesang, Seppl Schmitt, Ludwig Wieder, Heiner Träg |  |
| Trainer                                 | – |  |
| Tore                                    | 1:0 Kalb (6.), 2:0 Träg (65.) |  |
| Besonderheiten                          | Platzverweis gegen Heiner Träg (75.), Stuhlfauth hält Elfmeter von Sobeck.                                                                                                 |  |

 Endspiel 1934:
| FC Schalke 04 – 1. FC Nürnberg – 2:1 (0:0) | |  |
| Austragungsort                             | Grunewaldstadion Berlin, 24. Juni 1934, 45.000 Zuschauer, Schiedsrichter: Alfred Birlem (Berlin)                                                                |  |
| Aufstellung                                | Georg Köhl – Luitpold Popp, Andreas Munkert – Fritz Kreißel, Willi Billmann, Richard Oehm – Karl Gußner, Max Eiberger, Georg Friedel, Seppl Schmitt, Willi Kund |  |
| Trainer                                    | Alfréd Schaffer |  |
| Tore                                       | 0:1 Friedel (51.), 1:1 Szepan (88.), 2:1 Kuzorra (89.) |  |
| Besonderheiten                             | Ernst Kuzorra bricht nach seinem Schuss zum 2:1 ohnmächtig zusammen.                                                                                            |  |

 Endspiel 1936:
| 1. FC Nürnberg – Fortuna Düsseldorf – 2:1 n. V. (1:1, 1:1) | |  |
| Austragungsort                                             | Poststadion Berlin, 21. Juni 1936, 45.000 Zuschauer, Schiedsrichter: Alfred Birlem (Berlin)                                                                         |  |
| Aufstellung                                                | Georg Köhl – Willi Billmann, Andreas Munkert – Hans Uebelein, Heinz Carolin, Richard Oehm – Karl Gußner, Max Eiberger, Georg Friedel, Seppl Schmitt, Richard Schwab |  |
| Trainer                                                    | Hans Kalb |  |
| Tore                                                       | 0:1 Nachtigall (3.), 1:1 Eiberger (34.), 2:1 Gußner (120.) |  |
| Besonderheiten                                             | Schiedsrichter Birlem erkennt einen Treffer von Czaika für Düsseldorf in der 95. Minute nicht an.                                                                   |  |

 Endspiel 1937:
| FC Schalke 04 – 1. FC Nürnberg – 2:0 (1:0) | |  |
| Austragungsort                             | Olympiastadion Berlin, 20. Juni 1937, 100.000 Zuschauer, Schiedsrichter: Alfred Birlem (Berlin)                                                                      |  |
| Aufstellung                                | Georg Köhl – Willi Billmann, Andreas Munkert – Hans Uebelein, Heinz Carolin, Richard Oehm – Karl Gußner, Max Eiberger, Georg Friedel, Seppl Schmitt, Julius Uebelein |  |
| Trainer                                    | Gyuri Orth |  |
| Tore                                       | 1:0 Urban (26.), 2:0 Kalwitzki (80.) |  |
| Besonderheiten                             | Platzverweis gegen Seppl Schmitt in der 60. Minute. |  |

 Endspiel 1948:
| 1. FC Nürnberg – 1. FC Kaiserslautern – 2:1 (2:0) | |  |
| Austragungsort                                    | Müngersdorfer Stadion Köln, 8. August 1948, 75.000 Zuschauer, Schiedsrichter: Erich Burmester (Hamburg)                                                                            |  |
| Aufstellung                                       | Eduard Schaffer – Hans Uebelein, Adolf Knoll – Gerhard Bergner, Georg Kennemann, Robert Gebhardt – Helmut Herbolsheimer, Max Morlock, Hans Pöschl, Konrad Winterstein, Georg Hagen |  |
| Trainer                                           | Seppl Schmitt |  |
| Tore                                              | 1:0 Winterstein (10.), 2:0 Pöschl (25.), 2:1 Uebelein (62., Eigentor) |  |

 Endspiel 1961:
| 1. FC Nürnberg – Borussia Dortmund – 3:0 (2:0) | |  |
| Austragungsort                                 | Niedersachsenstadion Hannover, 24. Juni 1961, 82.000 Zuschauer, Schiedsrichter: Gerhard Schulenburg (Hamburg)                                                               |  |
| Aufstellung                                    | Roland Wabra – Paul Derbfuß, Helmut Hilpert – Josef Zenger, Ferdinand Wenauer, Stefan Reisch – Gustav Flachenecker, Max Morlock, Heinz Strehl, Heini Müller, Kurt Haseneder |  |
| Trainer                                        | Herbert Widmayer |  |
| Tore                                           | 1:0 Haseneder (6.), 2:0 H. Müller (44.), 3:0 Strehl (67.) |  |
| Besonderheiten                                 | Schiedsrichter Schulenburg erkennt einen Treffer von Schütz für Dortmund in der 57. Minute wegen vorangegangenem Foulspiel nicht an.                                        |  |

 Endspiel 1962:
| 1. FC Nürnberg – 1. FC Köln – 0:4 (0:2) | |  |
| Austragungsort                          | Olympiastadion Berlin, 12. Mai 1962, 82.000 Zuschauer, Schiedsrichter: Albert Dusch (Kaiserslautern)                                                                                |  |
| Aufstellung                             | Roland Wabra – Paul Derbfuß, Helmut Hilpert – Josef Zenger, Ferdinand Wenauer, Stefan Reisch – Gustav Flachenecker, Max Morlock, Heinz Strehl, Reinhold Gettinger, Richard Albrecht |  |
| Trainer                                 | Herbert Widmayer |  |
| Tore                                    | 0:1 Schäfer (22.), 0:2 Habig (26.), 0:3 Habig (49.), 0:4 Pott (71.) |  |

### Endspiele im DFB-Pokal
Folgende Endspiele fanden während des DFB-Pokals statt:

#### Endspiel 1935
| 1. FC Nürnberg – FC Schalke 04 – 2:0 (0:0) | |  |
| Austragungsort                             | Rheinstadion Düsseldorf, 8. Dezember 1935, 56.000 Zuschauer, Schiedsrichter: Alfred Birlem (Berlin)                                                              |  |
| Aufstellung                                | Georg Köhl – Willi Billmann, Andreas Munkert – Hans Uebelein, Heinz Carolin, Richard Oehm – Karl Gußner, Max Eiberger, Georg Friedel, Seppl Schmitt, Willi Spieß |  |
| Trainer                                    | Alfréd Schaffer |  |
| Tore                                       | 1:0 Eiberger (46.), 2:0 Friedel (85.) |  |

#### Endspiel 1939
| 1. FC Nürnberg – SV Waldhof Mannheim – 2:0 (0:0) | |  |
| Austragungsort                                   | Olympiastadion Berlin, 28. April 1940, 60.000 Zuschauer, Schiedsrichter: Schütz (Düsseldorf)                                                                   |  |
| Aufstellung                                      | Georg Köhl – Willi Billmann, Hans Uebelein – Georg Luber, Wilhelm Sold, Heinz Carolin – Karl Gußner, Max Eiberger, Julius Uebelein, Alfred Pfänder, Willi Kund |  |
| Trainer                                          | Alv Riemke |  |
| Tore                                             | 1:0 Eiberger (46.), 2:0 Eiberger (85.) |  |

#### Endspiel 1940
| 1. FC Nürnberg – Dresdner SC – 1:2 n. V. (1:1, 1:1) | |  |
| Austragungsort                                      | Olympiastadion Berlin, 1. Dezember 1940, 60.000 Zuschauer, Schiedsrichter: Alois Pennig (Mannheim)                                                              |  |
| Aufstellung                                         | Georg Köhl – Willi Billmann, Hans Uebelein – Georg Luber, Georg Kennemann, Heinz Carolin – Karl Gußner, Max Eiberger, Georg Friedel, Alfred Pfänder, Willi Kund |  |
| Trainer                                             | Alv Riemke |  |
| Tore                                                | 0:1 Machate (20.), 1:1 Gußner (32.), 1:2 Schaffer (94.) |  |

#### Endspiel 1962
| 1. FC Nürnberg – Fortuna Düsseldorf – 2:1 n. V. (1:1, 0:0) | |  |
| Austragungsort                                             | Niedersachsenstadion Hannover, 29. August 1962, 41.000 Zuschauer, Schiedsrichter: Rolf Seekamp (Bremen)                                                                          |  |
| Aufstellung                                                | Roland Wabra – Paul Derbfuß, Helmut Hilpert – Gustav Flachenecker, Ferdinand Wenauer, Stefan Reisch – Kurt Dachlauer, Kurt Haseneder, Heinz Strehl, Tasso Wild, Richard Albrecht |  |
| Trainer                                                    | Herbert Widmayer |  |
| Tore                                                       | 0:1 Wolfframm (58.), 1:1 Haseneder (71.), 2:1 Wild (93.) |  |

#### Endspiel 1982
| FC Bayern München – 1. FC Nürnberg – 4:2 (0:2) | |  |
| Austragungsort                                 | Frankfurter Waldstadion, 1. Mai 1982, 61.200 Zuschauer, Schiedsrichter: Gerd Hennig (Duisburg) |  |
| Aufstellung                                    | Rudolf Kargus – Thomas Brunner (75.) Reinhard Brendel, Horst Weyerich, Alois Reinhardt, Peter Stocker – Norbert Eder, Reinhold Hintermaier, Norbert Schlegel (79. Dieter Lieberwirth), Herbert Heidenreich – Werner Heck, Werner Dreßel |  |
| Trainer                                        | Udo Klug |  |
| Tore                                           | 0:1 Hintermaier (31.), 0:2 Dreßel (44.), 1:2 Rummenigge, 2:2 Kraus, 3:2 Breitner (72., FE), 4:2 D. Hoeneß (89.) |  |

#### Endspiel 2007
| VfB Stuttgart – 1. FC Nürnberg 2:3 n. V. (2:2, 1:1) | |  |
| Austragungsort                                      | Olympiastadion Berlin, 26. Mai 2007, 74.220 Zuschauer, Schiedsrichter: Michael Weiner (Hasede) |  |
| Aufstellung                                         | Raphael Schäfer – Dominik Reinhardt, Andreas Wolf, Marek Nikl (73. Matthew Spiranovic), Javier Pinola (115. Ivica Banović) – Tomáš Galásek, Marco Engelhardt, Jan Kristiansen, Marek Mintál (35. Jan Polák), Iwan Sajenko – Markus Schroth |  |
| Trainer                                             | Hans Meyer |  |
| Tore                                                | 1:0 Cacau (20.), 1:1 Mintal (27.), 1:2 Engelhardt (47.), 2:2 Pardo (80./Foulelfmeter), 2:3 Kristiansen (109.) |  |
| Rote Karte                                          | Cacau (30. – Tätlichkeit) |  |

### DFL-Ligapokal

#### Halbfinale 2007
Nürnberg absolvierte in der Vereinsgeschichte nur ein Spiel im DFL-Ligapokal; im Halbfinale 2007.
| 1. FC Nürnberg – FC Schalke 04 2:4 (1:3) | |  |
| Austragungsort                           | easyCredit-Stadion, Nürnberg, 24. Juli 2007, 25.500 Zuschauer, Schiedsrichter: Jochen Drees |  |
| Aufstellung                              | Daniel Klewer – Dominik Reinhardt, Andreas Wolf, Honorato Gláuber (46. Jan Kristiansen), Lars Jacobsen – Tomáš Galásek – Marco Engelhardt, Zvjezdan Misimović (52. Marek Mintál) – Róbert Vittek, Angelos Charisteas (63. Joshua Kennedy), Iwan Sajenko |  |
| Trainer                                  | Hans Meyer |  |
| Tore                                     | 1:0 Vittek (20.), 1:1 Kobiaschwili (38.), 1:2 Ernst (43.), 1:3 Løvenkrands (45.), 1:4 Westermann (58.), 2:4 Vittek (73.) |  |

### Relegations- und Aufstiegsspiele

#### 1976
In der Saison 1975/76 spielte Nürnberg als Zweiter der Staffel Süd gegen Borussia Dortmund, den Zweiten der Staffel Nord. Dabei unterlag der Club.
Hinspiel
| 1. FC Nürnberg – Borussia Dortmund 0:1 (0:0) | |  |
| Austragungsort                               | Städtisches Stadion, Nürnberg, 17. Juni 1976, 55.000 Zuschauer, Schiedsrichter: Walter Horstmann (Großescherde) |  |
| Aufstellung                                  | Franz Schwarzwälder – Rudolf Hannakampf – Ulrich Pechtold (70. Norbert Eder), Manfred Rüsing, Peter Stocker – Dieter Nüssing (C), Slobodan Petrović, Rudi Sturz – Jan Majkowski, Hans Walitza, Dieter Lieberwirth (77. Karlheinz Meininger) |  |
| Trainer                                      | Hans Tilkowski |  |
| Tore                                         | 0:1 Egwin Wolf (85.) |  |

Rückspiel
| Borussia Dortmund – 1. FC Nürnberg 3:2 (1:0) | |  |
| Austragungsort                               | Westfalenstadion, Dortmund, 27. Juni 1976, 54.000 Zuschauer, Schiedsrichter: Ferdinand Biwersi (Bliesransbach) |  |
| Aufstellung                                  | Franz Schwarzwälder – Günter Dämpfling (58. Walter Lachmann) – Ulrich Pechtold, Manfred Rüsing, Peter Stocker – Dieter Nüssing (C), Rudi Sturz, Slobodan Petrović – Jan Majkowski (60. Branislav Krstić), Hans Walitza, Dieter Lieberwirth |  |
| Trainer                                      | Hans Tilkowski |  |
| Tore                                         | 1:0 Peter Geyer (23.), 1:1 Sturz (60.), 2:1 Hans-Werner Hartl (74.), 2:2 Walitza (79.), 3:2 Lothar Huber (89.) |  |

#### 1978
In der Saison 1977/78 wurde Nürnberg abermals Zweiter der Staffel Süd. Gegner war diesmal Rot-Weiss Essen, und Nürnberg schaffte den Aufstieg.
Hinspiel
| 1. FC Nürnberg – Rot-Weiss Essen 1:0 (0:0) | |  |
| Austragungsort                             | Städtisches Stadion, Nürnberg, 2. Juni 1978, 42.000 Zuschauer, Schiedsrichter: Volker Roth (Salzgitter) |  |
| Aufstellung                                | Manfred Müller – Horst Weyerich – Günter Dämpfling, Bertram Beierlorzer, Peter Stocker – Norbert Eder, Reinhold Schöll (83. Jürgen Täuber), Slobodan Petrović (C) – Dieter Lieberwirth, Hans Walitza, Alfred Steinkirchner (52. Miodrag Živaljević) |  |
| Trainer                                    | Werner Kern |  |
| Tore                                       | 1:0 Hans Walitza (79.) |  |

Rückspiel
| Rot-Weiss Essen – 1. FC Nürnberg 2:2 (0:1) | |  |
| Austragungsort                             | Georg-Melches-Stadion, Essen, 9. Juni 1978, 32.500 Zuschauer, Schiedsrichter: Günter Linn (Altendiez)                                                                                                |  |
| Aufstellung                                | Manfred Müller – Horst Weyerich – Günter Dämpfling, Peter Stocker, Bertram Beierlorzer – Norbert Eder, Reinhold Schöll, Slobodan Petrović (C), Dieter Lieberwirth – Miodrag Živaljević, Hans Walitza |  |
| Trainer                                    | Werner Kern |  |
| Tore                                       | 0:1 Petrovic (29.), 1:1 Peter Ehmke (49.), 1:2 Walitza (58.), 2:2 Horst Hrubesch (59., Foulelfmeter)                                                                                                 |  |

#### 2009
Nach der Zweitligasaison 2008/09 gelang Nürnberg mit einem 5:0-Gesamtsieg gegen Energie Cottbus der Aufstieg. Es war das erste Mal, dass Nürnberg in die Relegation der eingleisigen Zweiten Liga musste, die zu Beginn dieser Saison nach langer Pause wieder eingeführt wurde.
Hinspiel
| FC Energie Cottbus – 1. FC Nürnberg 0:3 (0:1) | |  |
| Austragungsort                                | Stadion der Freundschaft, Cottbus, 28. Mai 2009, 22.000 Zuschauer, Schiedsrichter: Florian Meyer |  |
| Aufstellung                                   | Raphael Schäfer – Dennis Diekmeier, Stefan Reinartz, Javier Pinola, Pascal Bieler – Jawhar Mnari, Peer Kluge (76. Mike Frantz), Marek Mintál – Daniel Gygax (71. Juri Judt), Christian Eigler (86. Dario Vidosic), Isaac Boakye |  |
| Trainer                                       | Michael Oenning |  |
| Tore                                          | 0:1 Boakye (13.), 0:2 Eigler (56.), 0:3 Boakye (89.) |  |

Rückspiel
| 1. FC Nürnberg – FC Energie Cottbus 2:0 (2:0) | |  |
| Austragungsort                                | easyCredit Stadion, Nürnberg 31. Mai 2009, 46.780 Zuschauer, Schiedsrichter: Thorsten Kinhöfer |  |
| Aufstellung                                   | Raphael Schäfer (87. Daniel Klewer) – Dennis Diekmeier, Stefan Reinartz, Javier Pinola, Pascal Bieler – Jawhar Mnari, Peer Kluge, Daniel Gygax (63. Mike Frantz) – Marek Mintál (73. Marcel Risse), Christian Eigler, Isaac Boakye |  |
| Trainer                                       | Michael Oenning |  |
| Tore                                          | 1:0 Eigler (29.), 2:0 Mintál (37.) |  |

#### 2010
Nach der Saison 2009/10 musste Nürnberg wie im Vorjahr in die Relegation. Während er sich damals als Zweitligist gegen Erstligist Cottbus souverän durchsetzte, gelang ihm dieses Mal unter umgekehrten Vorzeichen ein ähnlich souveräner 3:0-Gesamtsieg gegen den FC Augsburg. Damit gewann der 1. FC Nürnberg vier Relegationsspiele hintereinander jeweils ohne Gegentor. Zum Teil wurde Nürnberg daher scherzhaft als deutscher Relegationsmeister bezeichnet.
Hinspiel
| 1. FC Nürnberg – FC Augsburg 1:0 (1:0) | |  |
| Austragungsort                         | easyCredit Stadion, Nürnberg 13. Mai 2010, 40.500 Zuschauer, Schiedsrichter: Babak Rafati |  |
| Aufstellung                            | Raphael Schäfer – Juri Judt, Dominic Maroh, Andreas Wolf, Javier Pinola – Andreas Ottl – İlkay Gündoğan (88. Marek Mintál), Mike Frantz (79. Marcel Risse) – Christian Eigler, Albert Bunjaku – Eric Maxim Choupo-Moting |  |
| Trainer                                | Dieter Hecking |  |
| Tore                                   | 1:0 Eigler (84.) |  |
| Besonderes Vorkommnis                  | Bunjaku scheitert mit Foulelfmeter an Torhüter Jentzsch (67.) |  |

Rückspiel
| FC Augsburg – 1. FC Nürnberg 0:2 (0:1) | |  |
| Austragungsort                         | Impuls Arena, Augsburg, 16. Mai 2010, 30.660 Zuschauer, Schiedsrichter: Manuel Gräfe |  |
| Aufstellung                            | Raphael Schäfer – Juri Judt, Dominic Maroh, Andreas Wolf, Pascal Bieler – Andreas Ottl – İlkay Gündoğan, Mike Frantz (27. Marcel Risse) – Christian Eigler, Albert Bunjaku (75. Marek Mintál) – Eric Maxim Choupo-Moting (79. Isaac Boakye) |  |
| Trainer                                | Dieter Hecking |  |
| Tore                                   | 0:1 Gündogan (34.), 0:2 Choupo-Moting (63., Foulelfmeter) |  |
| Rote Karte                             | Traoré (56. – Tätlichkeit) |  |

#### 2016
In der Zweitligasaison 2015/16 belegte Nürnberg den dritten Tabellenplatz und qualifizierte sich somit für die Relegationsspiele zur ersten Bundesliga gegen Eintracht Frankfurt, die aber mit insgesamt 1:2 verloren wurden.
Hinspiel
| Eintracht Frankfurt – 1. FC Nürnberg 1:1 (0:1) | |  |
| Austragungsort                                 | Commerzbank-Arena, Frankfurt, 19. Mai 2016, 51.500 Zuschauer, Schiedsrichter: Daniel Siebert |  |
| Aufstellung                                    | Raphael Schäfer – Mišo Brečko, Georg Margreitter, Davy Bulthuis, László Sepsi – Ondřej Petrák, Hanno Behrens – Sebastian Kerk (74. Danny Blum), Tim Leibold (89. Rúrik Gíslason) – Niclas Füllkrug (85. Even Hovland), Guido Burgstaller |  |
| Trainer                                        | René Weiler |  |
| Tore                                           | 0:1 Marco Russ (43., Eigentor), 1:1 Mijat Gaćinović (65.) |  |

Rückspiel
| 1. FC Nürnberg – Eintracht Frankfurt 0:1 (0:0) | |  |
| Austragungsort                                 | Grundig-Stadion, Nürnberg, 23. Mai 2016, 50.000 Zuschauer, Schiedsrichter: Christian Dingert |  |
| Aufstellung                                    | Raphael Schäfer – Mišo Brečko, Georg Margreitter, Davy Bulthuis, László Sepsi (84. Even Hovland) – Ondřej Petrák (74. Rúrik Gíslason), Hanno Behrens – Sebastian Kerk (74. Danny Blum), Tim Leibold – Niclas Füllkrug, Guido Burgstaller |  |
| Trainer                                        | René Weiler |  |
| Tore                                           | 0:1 Haris Seferović (66.) |  |

#### 2020
In der Zweitligasaison 2019/20 belegte Nürnberg den 16. Tabellenplatz und musste somit zu den Relegationsspielen gegen das drittbeste aufstiegsberechtigte Team der 3. Liga antreten. Nach einem 2:0-Hinspielsieg der Nürnberger konnte Ingolstadt im Rückspiel mit 3:0 in Führung gehen, durch ein Tor in der sechsten Minute der Nachspielzeit konnte Nürnberg aber wegen der Auswärtstorregel die Klasse halten. Wegen der COVID-19-Pandemie konnten fünf statt drei Spieler ausgewechselt werden.
Hinspiel
| 1. FC Nürnberg – FC Ingolstadt 04 2:0 (2:0) | |  |
| Austragungsort                              | Max-Morlock-Stadion, Nürnberg, 7. Juli 2020, Schiedsrichter: Sascha Stegemann |  |
| Aufstellung                                 | Christian Mathenia – Enrico Valentini, Asger Sørensen, Konstantinos Mavropanos (89. Lukas Mühl), Tim Handwerker – Robin Hack, Hanno Behrens (89. Fabian Schleusener), Patrick Erras, Fabian Nürnberger – Mikael Ishak, Adam Zreľák (59. Michael Frey) |  |
| Trainer                                     | Michael Wiesinger |  |
| Tore                                        | 1:0 Fabian Nürnberger (22.), 2:0 Fabian Nürnberger (45.) |  |

Rückspiel
| FC Ingolstadt 04 – 1. FC Nürnberg 3:1 (0:0) | |  |
| Austragungsort                              | Audi-Sportpark, Ingolstadt, 11. Juli 2020, Schiedsrichter: Christian Dingert |  |
| Aufstellung                                 | Christian Mathenia – Enrico Valentini (70. Oliver Sorg), Asger Sørensen, Lukas Mühl, Tim Handwerker (88. Georg Margreitter) – Hanno Behrens (79. Nikola Dovedan), Patrick Erras – Robin Hack, Adam Zreľák (70. Fabian Schleusener), Fabian Nürnberger – Mikael Ishak (79. Michael Frey) |  |
| Trainer                                     | Michael Wiesinger |  |
| Tore                                        | 1:0 Stefan Kutschke (53.), 2:0 Tobias Schröck (62.), 3:0 Robin Krauße (66.), 3:1 Fabian Schleusener (90.+6') |  |

## Tops und Flops

### 1. Bundesliga
- Der 1. FC Nürnberg ist bisher der einzige Verein, der als amtierender Deutscher Meister aus der 1. Bundesliga abgestiegen ist. Nach dem Gewinn der deutschen Meisterschaft 1968 folgte am Ende der Saison 1968/69 als 17. der Tabelle der Abstieg in die damals zweitklassige Regionalliga Süd. Lange Zeit war der 1. FC Nürnberg damit auch der punktbeste Absteiger mit 29:39 Punkten, umgerechnet in die heutige Dreipunkteregel wären das 40 Punkte gewesen.
- Ebenso wie Kickers Offenbach 1970 schaffte es der FCN, nach dem Gewinn des DFB-Pokals in der folgenden Saison aus der 1. Bundesliga abzusteigen. Nach dem Pokalsieg 2007 stieg der Verein in der Saison 2007/08 als Tabellen-Sechzehnter in die 2. Bundesliga ab.
- Ab Saisonstart 2013/14 blieb der 1. FC Nürnberg 17 Spiele ohne Sieg und stellte damit einen Negativrekord für die Bundesliga auf.
- In der Saison 2004/05 stellte der frisch aufgestiegene „Club“ mit Marek Mintál (24 Tore) erstmals den Torschützenkönig der 1. Fußball-Bundesliga.
- Der 1. FCN war insgesamt 36 Mal Spitzenreiter der 1. Bundesliga (Stand: nach der Saison 2011/12).
- Der Verein belegt Platz 14 der ewigen Tabelle der Fußball-Bundesliga mit 1318 Punkten und 33 Jahren Zugehörigkeit (Stand: nach der Saison 2018/19).
- Der 1. FC Nürnberg stieg neunmal aus der 1. Bundesliga ab und achtmal in die 1. Bundesliga auf, jeweils so oft wie kein anderer Verein (Stand: nach der Saison 2018/19).
- Der 1. FC Nürnberg hat mit −366 die schlechteste Tordifferenz aller Bundesligaclubs in der Ewigen Tabellen der Fußball-Bundesliga.

| Höchster Heimsieg | Höchste Heimniederlage            | Höchster Auswärtssieg            | Höchste Auswärtsniederlage                                           |
| --- | --------------------------------- | -------------------------------- | -------------------------------------------------------------------- |
| 7:2 gegen Tasmania Berlin (1965/66) 7:2 gegen Blau-Weiß 90 Berlin (1986/87) 5:0 gegen Hamburger SV (1965/66) 5:0 gegen Karlsruher SC (1980/81) 5:0 gegen VfB Leipzig (1993/94) 5:0 gegen FC St. Pauli (2010/11) | 0:6 gegen VfB Stuttgart (1983/84) | 4:0 beim FC 08 Homburg (1987/88) | 0:7 beim VfB Stuttgart (1983/84) 0:7 bei Borussia Dortmund (2018/19) |

### 2. Bundesliga
- In der Saison 2003/04 stellte Nürnberg mit Marek Mintál (18 Tore) erstmals den Torschützenkönig der 2. Bundesliga. Er teilte sich den Titel mit Francisco Copado von der Spielvereinigung Unterhaching.
- In der Saison 2008/09 wurde Mintál abermals Torschützenkönig (16 Tore), gemeinsam mit Benjamin Auer (Aachen) und Cédric Makiadi (Duisburg).
- Ebenfalls 2008/09 blieb Nürnberg mit dem Torwart Raphael Schäfer in neun Heimspielen in Folge ohne Gegentor. Diese Zeit von 945 Minuten[4] bedeutete einen neuen Rekord.
- Der Club liegt auf Platz 13 der ewigen Tabelle der 2. Fußball-Bundesliga mit 1079 Punkten und 18+ Jahren Zugehörigkeit (Stand: nach der Saison 2019/20).

| Höchster Heimsieg                                                       | Höchste Heimniederlage            | Höchster Auswärtssieg                  | Höchste Auswärtsniederlage                                         |
| ----------------------------------------------------------------------- | --------------------------------- | -------------------------------------- | ------------------------------------------------------------------ |
| 6:0 gegen FSV Frankfurt (1979/80 S) 6:0 gegen SC Fortuna Köln (1984/85) | 0:6 gegen VfB Stuttgart (2019/20) | 6:0 gegen SV Wehen Wiesbaden (2019/20) | 1:6 gegen 1. FC Köln (1999/2000) 0:5 gegen Hansa Rostock (1994/95) |

Die 2. Bundesliga wurde bis zur Saison 1980/81 und nochmals 1991/92 zweigleisig (Nord und Süd) ausgetragen. Diese Saisonen sind in der Tabelle mit „S“ markiert, da Nürnberg im Süden spielte.
Lange war die höchste Heimniederlage ein 0:4 gegen den VfB Stuttgart aus der Saison 1976/77 (Staffel Süd). In der Spielzeit 2019/20 wurde dieser Negativwert mit einem 0:4 gegen den Hamburger SV und einem 1:5 gegen Arminia Bielefeld zwei Mal eingestellt und schließlich mit einem 0:6 gegen den VfB Stuttgart noch überboten. Im Gegensatz dazu gelang mit einem 6:0 gegen den SV Wehen Wiesbaden ebenfalls 2019/20 auch der höchste Auswärtssieg.

### Zweitklassige Regionalliga
Nach dem ersten Abstieg aus der Bundesliga spielte Nürnberg fünf Jahre in der zweitklassigen Regionalliga Süd, beginnend 1969/70. 1970/71 gelang Nürnberg die Regionalliga-Meisterschaft, die Aufstiegsspiele waren aber nicht erfolgreich, wie auch 1974/74, als Nürnberg Tabellenplatz zwei errang. Dies war zudem die letzte Saison der zweitklassigen Regionalligen. Ab dem Folgejahr spielte Nürnberg in der Zweiten Bundesliga.
| Höchster Heimsieg                     | Höchste Heimniederlage            | Höchster Auswärtssieg                                                                                   | Höchste Auswärtsniederlage          |
| ------------------------------------- | --------------------------------- | --- | ----------------------------------- |
| 7:1 gegen SpVgg Ludwigsburg (1972/73) | 0:3 gegen FC Bayern Hof (1972/73) | 5:1 gegen FC Wacker München (1970/71) 4:0 gegen SpVgg Fürth (1969/70) 4:0 gegen FC Bayern Hof (1969/70) | 0:7 gegen SV Darmstadt 98 (1972/73) |

### Drittklassige Regionalliga
In der Saison 1996/97 spielte Nürnberg zum bislang einzigen Mal in der Geschichte drittklassig, in der Regionalliga Süd. Mit nur vier Niederlagen, fünf Unentschieden und 25 Siegen gelang jedoch der sofortige Wiederaufstieg als Tabellenerster.
| Höchster Heimsieg          | Höchste Heimniederlage | Höchster Auswärtssieg  | Höchste Auswärtsniederlage                                                             |
| -------------------------- | ---------------------- | ---------------------- | -------------------------------------------------------------------------------------- |
| 5:0 gegen Karlsruher SC II | keine Heimniederlage   | 5:1 gegen SG Egelsbach | 1:3 gegen SpVgg Greuther Fürth 0:2 gegen SSV Reutlingen 05 0:2 gegen Wacker Burghausen |

### Aufstiegsspiele

#### Eingleisige 2. Bundesliga

##### Zwischen Liga 1 und 2
In der Saison 2008/09 musste Nürnberg erstmals in den Relegationsspielen zwischen Erster und eingleisiger 2. Bundesliga antreten, die in diesem Jahr nach langer Pause erstmals wieder stattfanden. Dabei gelang der Aufstieg nach Siegen in Hin- und Rückspiel. In der Saison 2009/10 stand Nürnberg erneut in der Relegation, dieses Mal als Erstligist. Dabei gelang der Klassenerhalt nach Siegen in Hin- und Rückspiel. Der Club schaffte damit in der Relegation vier Siege in Folge zu Null. Auch im fünften Spiel blieb der Club ungeschlagen (1:1 in Frankfurt), er verlor aber das entscheidende Rückspiel zuhause mit 0:1.
| Höchster Heimsieg                   | Höchste Heimniederlage                  | Höchster Auswärtssieg               | Höchste Auswärtsniederlage |
| ----------------------------------- | --------------------------------------- | ----------------------------------- | -------------------------- |
| 2:0 gegen Energie Cottbus (2008/09) | 0:1 gegen Eintracht Frankfurt (2015/16) | 3:0 gegen Energie Cottbus (2008/09) | keine Auswärtsniederlage   |

##### Zwischen Liga 2 und 3
Die Saison 2019/20 beendete Nürnberg auf Rang 16 der zweiten Liga und musste daher in den Relegationsspielen antreten. Dort gelang der Klassenerhalt aufgrund der Auswärtstorregel gegen den FC Ingolstadt 04.
| Höchster Heimsieg                    | Höchste Heimniederlage | Höchster Auswärtssieg | Höchste Auswärtsniederlage           |
| ------------------------------------ | ---------------------- | --------------------- | ------------------------------------ |
| 2:0 gegen FC Ingolstadt 04 (2019/20) | keine Heimniederlage   | kein Auswärtssieg     | 1:3 gegen FC Ingolstadt 04 (2019/20) |

#### Zweigleisige 2. Bundesliga
In den sieben Jahren der zweigleisigen 2. Bundesliga gab es die so genannten Aufstiegsspiele. Die jeweils zweitplatzierten Mannschaften aus Norden und Süden spielten in Hin- und Rückspiel um den dritten Aufstiegsplatz. Nürnberg hatte daran zwei Mal teilgenommen. Nach dem Scheitern 1976 wurde der Aufstieg 1978 erreicht.
| Höchster Heimsieg                   | Höchste Heimniederlage                | Höchster Auswärtssieg | Höchste Auswärtsniederlage            |
| ----------------------------------- | ------------------------------------- | --------------------- | ------------------------------------- |
| 1:0 gegen Rot-Weiss Essen (1977/78) | 0:1 gegen Borussia Dortmund (1975/76) | kein Auswärtssieg     | 2:3 gegen Borussia Dortmund (1975/76) |

#### Zweitklassige Regionalliga
Die zweitklassige Regionalliga bestand aus fünf Staffeln. Daher wurden die Aufsteiger in einer Aufstiegsrunde unter den Besten der Staffeln ermittelt. Nürnberg konnte sich zwei Mal für die Aufstiegsrunde qualifizieren, 1970/71 als Tabellenerster und 1973/74 als Zweiter. Der Aufstieg wurde dabei allerdings nie erreicht.
| Höchster Heimsieg                    | Höchste Heimniederlage                 | Höchster Auswärtssieg                | Höchste Auswärtsniederlage         |
| ------------------------------------ | -------------------------------------- | ------------------------------------ | ---------------------------------- |
| 9:1 gegen Wacker 04 Berlin (1973/74) | 0:2 gegen Fortuna Düsseldorf (1970/71) | 2:1 bei SG Wattenscheid 09 (1973/74) | 0:5 bei Wacker 04 Berlin (1973/74) |

### DFL-Ligapokal
Nur ein Spiel bestritt Nürnberg im DFL-Ligapokal. Das Halbfinale 2007 wurde im eigenen Stadion 2:4 gegen den FC Schalke 04 verloren.

## Sonstige Statistik

### Sponsoren und Ausrüster
Seit der Saison 1973/74 tragen die Spieler des 1. FC Nürnberg ein Trikot der aufgedruckten Trikotwerbung des Hauptsponsors. Die folgende Tabelle gibt einen Überblick aller Trikotsponsoren des Vereins seit 1973 sowie aller Ärmelsponsoren seit 2017. Des Weiteren sind die Ausstatter des Clubs ab 1967 bzw. 1978 angegeben. Der Zeitraum gibt jeweils die vollständige Saison an.
| Sponsoren und Ausrüster des 1. FC Nürnberg seit 1967 | Sponsoren und Ausrüster des 1. FC Nürnberg seit 1967 | Sponsoren und Ausrüster des 1. FC Nürnberg seit 1967 | Sponsoren und Ausrüster des 1. FC Nürnberg seit 1967 | Sponsoren und Ausrüster des 1. FC Nürnberg seit 1967 | Sponsoren und Ausrüster des 1. FC Nürnberg seit 1967 |
| Zeitraum                                             | Ausrüster                                            | Trikotsponsor                                        | Trikotsponsor                                        | Ärmelsponsor                                         | Ärmelsponsor                                         |
| Zeitraum                                             | Ausrüster                                            | Name                                                 | Branche                                              | Name                                                 | Branche                                              |
| ---------------------------------------------------- | ---------------------------------------------------- | ---------------------------------------------------- | ---------------------------------------------------- | ---------------------------------------------------- | ---------------------------------------------------- |
| 1967–1968                                            | Umbro                                                | kein Sponsor                                         | kein Sponsor                                         | kein Sponsor                                         | kein Sponsor                                         |
| 1968–1973                                            | unbekannt                                            | kein Sponsor                                         | kein Sponsor                                         | kein Sponsor                                         | kein Sponsor                                         |
| 1973–1977                                            | unbekannt                                            | AEG                                                  | Elektrotechnik                                       | kein Sponsor                                         | kein Sponsor                                         |
| 1977–1978                                            | unbekannt                                            | Grundig                                              | Elektronik                                           | kein Sponsor                                         | kein Sponsor                                         |
| 1978–1981                                            | Adidas                                               | Grundig                                              | Elektronik                                           | kein Sponsor                                         | kein Sponsor                                         |
| 1981–1982                                            | Adidas                                               | reflecta                                             | Elektronik                                           | kein Sponsor                                         | kein Sponsor                                         |
| 1982–1985                                            | Adidas                                               | ARO                                                  | Textilien                                            | kein Sponsor                                         | kein Sponsor                                         |
| 1985–1987                                            | Adidas                                               | Patrizier Bräu                                       | Brauerei                                             | kein Sponsor                                         | kein Sponsor                                         |
| 1987–1993                                            | Adidas                                               | reflecta                                             | Elektronik                                           | kein Sponsor                                         | kein Sponsor                                         |
| 1993–1994                                            | Puma                                                 | Trigema                                              | Textilien und Tankstellen                            | kein Sponsor                                         | kein Sponsor                                         |
| 1994–1996                                            | Puma                                                 | ARO                                                  | Textilien                                            | kein Sponsor                                         | kein Sponsor                                         |
| 1996–1998                                            | Adidas                                               | ARO                                                  | Textilien                                            | kein Sponsor                                         | kein Sponsor                                         |
| 1998–2000                                            | Adidas                                               | VIAG Interkom                                        | Telekommunikation                                    | kein Sponsor                                         | kein Sponsor                                         |
| 2000–2002                                            | Adidas                                               | Adecco                                               | Personaldienstleistung                               | kein Sponsor                                         | kein Sponsor                                         |
| 2002–2003                                            | Adidas                                               | Entrium                                              | Direktbank                                           | kein Sponsor                                         | kein Sponsor                                         |
| 2003–2004                                            | Adidas                                               | DiBa                                                 | Direktbank                                           | kein Sponsor                                         | kein Sponsor                                         |
| 2004–2008                                            | Adidas                                               | mister*lady                                          | Bekleidung                                           | kein Sponsor                                         | kein Sponsor                                         |
| 2008–2012                                            | Adidas                                               | AREVA                                                | Energie                                              | kein Sponsor                                         | kein Sponsor                                         |
| 2012–2014                                            | Adidas                                               | NKD                                                  | Bekleidung                                           | kein Sponsor                                         | kein Sponsor                                         |
| 2014–2016                                            | Adidas                                               | Wolf Möbel                                           | Möbel                                                | kein Sponsor                                         | kein Sponsor                                         |
| 2016–2017                                            | Umbro                                                | Nürnberger                                           | Versicherung                                         | kein Sponsor                                         | kein Sponsor                                         |
| 2017–2020                                            | Umbro                                                | Nürnberger                                           | Versicherung                                         | Godelmann                                            | Steine                                               |
| 2020–2021                                            | Umbro                                                | Nürnberger                                           | Versicherung                                         | Exasol                                               | Software                                             |
| 2021–2023                                            | Adidas                                               | Nürnberger                                           | Versicherung                                         | Exasol                                               | Software                                             |
| 2023–                                                | Adidas                                               | Nürnberger                                           | Versicherung                                         | Helmsauer                                            | Versicherung                                         |
| Zeitraum                                             | Ausrüster                                            | Name                                                 | Branche                                              | Name                                                 | Branche                                              |
| Zeitraum                                             | Ausrüster                                            | Trikotsponsor                                        | Trikotsponsor                                        | Ärmelsponsor                                         | Ärmelsponsor                                         |

## Der Club im Europapokal

### Europapokal der Landesmeister
Heinz Strehl war mit acht Treffern Torschützenkönig des Wettbewerbs.
1961/62:
Vorrunde: 1. FCN – Drumcondra Dublin  5:0 (23. November 1961, H) / 4:1 (13. September 1961, A)

Erste Runde: 1. FCN – Fenerbahçe Istanbul  2:1 (18. Oktober 1961, A) / 1:0 (3. Dezember 1961, H)

Viertelfinale: 1. FCN – Benfica Lissabon  3:1 (1. Februar 1962, H) / 0:6 (22. Februar 1962, A)
1968/69:
Erste Runde: 1. FCN – Ajax Amsterdam  1:1 (18. September 1968, H) / 0:4 (2. Oktober 1968, A)

### Europapokal der Pokalsieger
1962/63:
Achtelfinale: 1. FCN – AS Saint-Étienne  0:0 (18. Oktober 1962, A) / 3:0 (14. November 1962, H)

Viertelfinale: 1. FCN – Odense BK  1:0 (21. März 1963, A) / 6:0 (24. März 1963, H)

Halbfinale: 1. FCN – Atlético Madrid  2:1 (10. April 1963, H) / 0:2 (24. April 1963, A)

### Messepokal
1965/66
Erste Runde: 1. FCN – FC Everton  1:1 (1:0) (28. September 1965, H) / 0:1 (0:0) (12. Oktober 1965, A)
1966/67
Erste Runde: 1. FCN – FC Valencia  1:2 (1:2) (21. September 1966, H) / 0:2 (0:2) (5. Oktober 1966, A)

### UEFA-Pokal
1988/89:
- Erste Runde: 1. FCN – AS Rom  2:1 (7. September 1988, A) / 1:3 n. V. (11. Oktober 1988, H)

|   | Spieler            | Tore |
| - | ------------------ | ---- |
| 1 | Angelos Charisteas | 3    |
| 1 | Marek Mintál       | 3    |
| 2 | Iwan Sajenko       | 2    |
| 3 | Leon Benko         | 1    |
| 3 | Peer Kluge         | 1    |
| 3 | Zvjezdan Misimović | 1    |

2007/08:
- Erste Runde: 1. FCN – Rapid Bukarest  0:0 (20. September 2007, H) / 2:2 (4. Oktober 2007, A)
- Gruppenphase: 1. FCN – FC Everton  0:2 (8. November 2007, H)

0 1. FCN – Zenit Sankt Petersburg  2:2 (29. November 2007, A)
0 1. FCN – AZ Alkmaar  2:1 (5. Dezember 2007, H)
0 1. FCN – AE Larisa  3:1 (20. Dezember 2007, A)
- Sechzehntelfinale: 1. FCN – Benfica Lissabon  0:1 (14. Februar 2008, A) / 2:2 (21. Februar 2008, H)

## Zuschauerzahlen
| Saison       | Liga             | Schnitt beim Club | Schnitt der Liga | Dauerkartenverkauf |
| ------------ | ---------------- | ----------------- | ---------------- | ------------------ |
| Saison 24/25 | 2. Bundesliga    |                   |                  | 19.000             |
| Saison 23/24 | 2. Bundesliga    | 34.416            | 28.886           | 19.000             |
| Saison 22/23 | 2. Bundesliga    | 30.335            | 22.183           | 18.700             |
| Saison 21/22 | 2. Bundesliga    | 20.515 1          | 13.589 1         | 18.500             |
| Saison 20/21 | 2. Bundesliga    | 781 bzw. 6.639 2  | 331 2            | 0 3                |
| Saison 19/20 | 2. Bundesliga    | 29.618 4          | 20.125 4         | 21.000             |
| Saison 18/19 | Bundesliga       | 40.072            | 43.112           | 25.000             |
| Saison 17/18 | 2. Bundesliga    | 30.522            | 17.516           | 18.000             |
| Saison 16/17 | 2. Bundesliga    | 28.834            | 21.738           | 20.000             |
| Saison 15/16 | 2. Bundesliga    | 30.709            | 19.017           | 19.800             |
| Saison 14/15 | 2. Bundesliga    | 30.743            | 17.613           | 21.500             |
| Saison 13/14 | Bundesliga       | 40.412            | 43.501           | 26.500             |
| Saison 12/13 | Bundesliga       | 41.518            | 42.623           | 28.000             |
| Saison 11/12 | Bundesliga       | 41.968            | 45.116           | 28.000             |
| Saison 10/11 | Bundesliga       | 42.019            | 42.637           | 28.000             |
| Saison 09/10 | Bundesliga       | 42.335            | 41.802           | 28.000             |
| Saison 08/09 | 2. Bundesliga    | 33.544            | 15.550           | 21.300             |
| Saison 07/08 | Bundesliga       | 43.300            | 38.612           | 26.500             |
| Saison 06/07 | Bundesliga       | 41.015            | 37.644           | 15.000             |
| Saison 05/06 | Bundesliga       | 30.756            | 38.191           | 13.000             |
| Saison 04/05 | Bundesliga       | 29.549            | 35.183           | ?                  |
| Saison 03/04 | 2. Bundesliga    | 14.702            | 8.595            | ?                  |
| Saison 02/03 | Bundesliga       | 27.533            | 31.911           | ?                  |
| Saison 01/02 | Bundesliga       | 29.736            | 31.407           | ?                  |
| Saison 00/01 | 2. Bundesliga    | 20.356            | 9.560            | ?                  |
| Saison 99/00 | 2. Bundesliga    | 17.279            | 10.804           | ?                  |
| Saison 98/99 | Bundesliga       | 34.994            | 30.904           | ?                  |
| Saison 97/98 | 2. Bundesliga    | 22.010            | 8.069            | ?                  |
| Saison 96/97 | Regionalliga Süd | 15.328            | ?                | ?                  |
| Saison 95/96 | 2. Bundesliga    | 15.158            | 6.878            | ?                  |
| Saison 94/95 | 2. Bundesliga    | 14.954            | 6.579            | ?                  |
| Saison 93/94 | Bundesliga       | 32.817            | 26.100           | ?                  |
| Saison 92/93 | Bundesliga       | 31.135            | 24.173           | ?                  |
| Saison 91/92 | Bundesliga       | 34.640            | 22.634           | ?                  |
| Saison 90/91 | Bundesliga       | 21.929            | 20.508           | ?                  |
| Saison 89/90 | Bundesliga       | 23.197            | 19.765           | ?                  |
| Saison 88/89 | Bundesliga       | 17.458            | 17.631           | ?                  |
| Saison 87/88 | Bundesliga       | 24.614            | 18.646           | ?                  |
| Saison 86/87 | Bundesliga       | 25.275            | 19.402           | ?                  |
| Saison 85/86 | Bundesliga       | 27.182            | 17.665           | ?                  |
| Saison 84/85 | 2. Bundesliga    | 14.388            | 5.195            | ?                  |
| Saison 83/84 | Bundesliga       | 14.379            | 19.340           | ?                  |
| Saison 82/83 | Bundesliga       | 17.821            | 20.198           | ?                  |
| Saison 81/82 | Bundesliga       | 20.643            | 20.524           | ?                  |
| Saison 80/81 | Bundesliga       | 28.122            | 22.535           | ?                  |
| Saison 79/80 | 2. Bundesliga    | 18.935            | 4.272            | ?                  |
| Saison 78/79 | Bundesliga       | 34.422            | 24.024           | ?                  |
| Saison 77/78 | 2. Bundesliga    | 16.340            | 4.816            | ?                  |
| Saison 76/77 | 2. Bundesliga    | 10.799            | 5.973            | ?                  |
| Saison 75/76 | 2. Bundesliga    | 19.586            | 6.076            | ?                  |
| Saison 74/75 | 2. Bundesliga    | 13.131            | 6.628            | ?                  |
| Saison 73/74 | Regionalliga Süd | 18.588            | ?                | ?                  |
| Saison 72/73 | Regionalliga Süd | 14.353            | ?                | ?                  |
| Saison 71/72 | Regionalliga Süd | 13.944            | ?                | ?                  |
| Saison 70/71 | Regionalliga Süd | 13.278            | ?                | ?                  |
| Saison 69/70 | Regionalliga Süd | 12.184            | ?                | ?                  |
| Saison 68/69 | Bundesliga       | 25.844            | 21.407           | ?                  |
| Saison 67/68 | Bundesliga       | 37.233            | 20.090           | ?                  |
| Saison 66/67 | Bundesliga       | 23.519            | 23.299           | ?                  |
| Saison 65/66 | Bundesliga       | 25.085            | 23.185           | ?                  |
| Saison 64/65 | Bundesliga       | 27.482            | 27.052           | ?                  |
| Saison 63/64 | Bundesliga       | 24.924            | 24.624           | ?                  |
| Saison 62/63 | Oberliga Süd     | 19.200            | ?                | ?                  |
| Saison 61/62 | Oberliga Süd     | 21.867            | ?                | ?                  |
| Saison 60/61 | Oberliga Süd     | 18.633            | ?                | ?                  |
| Saison 59/60 | Oberliga Süd     | 13.067            | ?                | ?                  |
| Saison 58/59 | Oberliga Süd     | 16.967            | ?                | ?                  |
| Saison 57/58 | Oberliga Süd     | 18.500            | ?                | ?                  |
| Saison 56/57 | Oberliga Süd     | 17.000            | ?                | ?                  |
| Saison 55/56 | Oberliga Süd     | 12.533            | ?                | ?                  |
| Saison 54/55 | Oberliga Süd     | 11.067            | ?                | ?                  |
| Saison 53/54 | Oberliga Süd     | 17.733            | ?                | ?                  |
| Saison 52/53 | Oberliga Süd     | 14.767            | ?                | ?                  |
| Saison 51/52 | Oberliga Süd     | 17.200            | ?                | ?                  |
| Saison 50/51 | Oberliga Süd     | 16.176            | ?                | ?                  |
| Saison 49/50 | Oberliga Süd     | 19.667            | ?                | ?                  |
| Saison 48/49 | Oberliga Süd     | 18.167            | ?                | ?                  |
| Saison 47/48 | Oberliga Süd     | 23.533            | ?                | ?                  |
| Saison 46/47 | Oberliga Süd     | 17.579            | ?                | ?                  |
| Saison       | Liga             | Schnitt beim Club | Schnitt der Liga | Dauerkartenverkauf |

## Persönlichkeiten

### Spieler
→ Für eine Liste aller Spieler siehe Liste der Spieler des 1. FC Nürnberg.
In der langen Geschichte des 1. FC Nürnberg prägten verschiedenste Spieler das Spiel des Clubs. Deutschlandweit am bekanntesten sind sicherlich die beiden mit dem Titel des Fußballer des Jahres geehrten Max Morlock (1961) und Andreas Köpke (1993). Mit dem slowakischen Nationalspieler Marek Mintál stellte der Club 2005 erstmals den Torschützenkönig der 1. Bundesliga. Ein Jahr zuvor war Mintal bereits bester Torjäger der 2. Liga geworden, was ihm in der Saison 2008/09 ein weiteres Mal gelang.
In Nürnberg selbst fiel die angemessene Ehrung der einzelnen Spielerpersönlichkeiten lange Zeit schwer. Zwar wurden im Umfeld um das Nürnberger Stadion einzelne Straßen nach herausragenden Spielern wie Hans Kalb und eben Max Morlock benannt, doch erst 2006 entschloss sich der Verein zu einer systematischen Würdigung von 35 Spielern. Auslöser war die Umbenennung des Stadions, das den Namen des Produktes easyCredit des Sponsors TeamBank AG bekommen hatte und seither easyCredit-Stadion hieß beziehungsweise im Anschluss noch weitere Sponsorennamen trug. Die Fans reagierten darauf aus Protest mit einer symbolischen Umbenennung in Max-Morlock-Stadion, wie es seit der Saison 2017/18 auch offiziell heißt. Als Kompromiss benannte der 1. FC Nürnberg zur Saison 2006/07 zunächst 35 Stadionblöcke nach verdienten Spielern aus der Vereinsgeschichte, die mindestens zwei der folgenden drei Kriterien erfüllen: 400 Einsätze für den Club, Nationalspieler, Deutscher Meister mit dem Club. Diese sind in der folgenden Übersicht kursiv genannt. Hinzu kommen weitere Meister- und Nationalspieler des 1. FC Nürnberg sowie die Pokalsieger und Spieler mit mehr als 250 Einsätzen für den Club.
| Name                   | Spiele(a) | Tore(b) | Länderspiele(c) | 1. Mannschaft        | Meistertitel                 | Pokal      |
| ---------------------- | --------- | ------- | --------------- | -------------------- | ---------------------------- | ---------- |
| Richard Albrecht       | 137 (241) | 40      | 0               | 1957–1965            | /                            | 1962       |
| Ivica Banović          | 70 (79)   | 10 (13) | 0               | 2004–2007            | /                            | 2007       |
| Gustav Bark            | 438       | /       | 0               | 1911–1924            | 1920, 1921, 1924             | /          |
| Gunther Baumann        | 154       | 12      | 2               | 1949–1956            | /                            | /          |
| Gerhard Bergner        | 234 (416) | 4       | 0               | 1946–1956            | 1948                         | /          |
| Willi Billmann         | 73 (623)  | /       | 11              | 1930–1949            | 1936                         | 1935, 1939 |
| Willy Böß              | 185       | /       | 0               | 1913–?               | 1920, 1921                   | /          |
| Franz Brungs           | 115 (208) | 56      | 0               | 1965–1968, 1971–1972 | 1968                         | /          |
| Thomas Brunner         | 402       | 25      | 0               | 1980–1996            | /                            | /          |
| Heinz Carolin          | 280       | /       | 0               | 1934–?               | 1936                         | 1935, 1939 |
| Zvezdan Čebinac        | 55        | 6       | 0               | 1967–1969            | 1968                         | /          |
| Kurt Dachlauer         | 44        | 7       | 0               | 1962–1965            | /                            | 1962       |
| Paul Derbfuß           | 98 (175)  | 0       | 0               | 1959–1964            | 1961                         | 1962       |
| Dieter Eckstein        | 226       | 79      | 7               | 1984–1988, 1990–1994 | /                            | /          |
| Norbert Eder           | 300 (534) | 28      | 0               | 1974–1984            | /                            | /          |
| Max Eiberger           | 339       | /       | 0               | 1933–1945            | 1936                         | 1935, 1939 |
| Marco Engelhardt       | 45        | 6       | 0               | 2006–2009            | /                            | 2007       |
| Karl-Heinz Ferschl     | 120 (205) | 5       | 0               | 1962–1968            | 1968                         | /          |
| Gustav Flachenecker    | 121 (225) | 59      | 0               | 1959–1966            | 1961                         | 1962       |
| Georg Friedel          | 326       | /       | 1               | 1930–1945            | 1936                         | 1935       |
| Tomáš Galásek          | 63        | 4       | 0               | 2006–2008            | /                            | 2007       |
| Robert „Zapf“ Gebhardt | 125 (283) | 22      | 0               | 1945–1950            | 1948                         | /          |
| Hans Geiger            | 88        | /       | 4               | 1924–1929            | /                            | /          |
| Kurt Geinzer           | 156 (297) | 15      | /               | 1971–1977            | /                            | /          |
| Günther Glomb          | 166 (306) | 66      | /               | 1951–1959            | /                            | /          |
| Michael Grünerwald     | 166       | /       | 0               | 1917–3/1924          | 1921                         | /          |
| Karl Gußner            | 411       | /       | 0               | 1927–1941            | 1936                         | 1935, 1939 |
| Georg Hagen            | 19        | 2       | 0               | 1947–1949            | 1948                         | /          |
| Kurt Haseneder         | 43 (73)   | 33      | 0               | 1960–1963            | 1961                         | 1962       |
| Herbert Heidenreich    | 171 (331) | 26      | /               | 1978–1984            | /                            | /          |
| Helmut Herbolsheimer   | 264 (552) | 89      | 0               | 1945–1956            | 1948                         | /          |
| Helmut Hilpert         | 191 (353) | 5       | 0               | 1959–1968            | 1961, 1968                   | 1962       |
| Schorsch Hochgesang    | 259       | /       | 6               | 1923–?               | 1924, 1925, 1927             | /          |
| Josef Hornauer         | 236       | /       | 2               | 1928–1934            | /                            | /          |
| Hans Kalb              | 681       | /       | 15              | 1917–1933            | 1920, 1921, 1924, 1925, 1927 | /          |
| Georg Kennemann        | 134 (330) | 4       | 0               | 1939–1951            | 1948                         | /          |
| Adolf Knoll            | 195 (369) | 1       | 0               | 1942–1958            | 1948                         | /          |
| Georg Köhl             | 490       | /       | 1               | 1929–1943            | 1936                         | 1935, 1939 |
| Andreas Köpke          | 338       | 2       | 14              | 1986–1994, 1999–2001 | /                            | /          |
| Emil Köpplinger        | 393       | 0       | 1               | 1909–1928            | 1927                         | /          |
| Jan Kristiansen        | 47        | 0       | 0               | 2006–2008            | /                            | 2007       |
| Toni Kugler            | 668       | /       | 7               | 1914–?               | 1920, 1921, 1924, 1925       | /          |
| Willi Kund             | 3 (408)   | 2       | 2               | 1928–1946            | /                            | 1939       |
| Horst Leupold          | 223 (402) | 3       | 0               | 1962–1972            | 1968                         | /          |
| Dieter Lieberwirth     | 270 (518) | 39      | 0               | 1975–1989            | /                            | /          |
| Georg Luber            | 303       | /       | 0               | 1932–1943            | /                            | 1939       |
| Jan Majkowski          | 142 (291) | 8       | 0               | 1971–1981            | /                            | /          |
| Marek Mintál           | 82 (90)   | 44 (48) | 0               | seit 2003            | /                            | 2007       |
| Alfred Mirsberger      | 169 (292) | 10      | 0               | 1947–1955            | /                            | /          |
| Max Morlock            | 472 (900) | 294     | 26              | 1941–1964            | 1948, 1961                   | /          |
| Heini Müller           | 158 (312) | 46      | 0               | 1956–1967            | 1961                         | /          |
| Heinz Müller           | 153 (288) | 15      | 0               | 1966–1972            | 1968                         | /          |
| Luggi Müller           | 136 (226) | 10      | 5               | 1964–1969            | 1968                         | /          |
| Andreas Munkert        | 297       | /       | 8               | 1929–?               | 1936                         | 1935       |
| Marek Nikl             | 228 (241) | 16      | 0               | 1998–2007            | /                            | 2007       |
| Dieter Nüssing         | 299 (544) | 95      | 0               | 1968–1977            | /                            | /          |
| Marc Oechler           | 273       | 25      | 0               | 1988–1997            | /                            | /          |
| Richard Oehm           | 417       | /       | 3               | 1929–1939            | 1936                         | 1935       |
| Slobodan Petrović      | 185 (377) | 23      | 0               | 1972–1979            | /                            | /          |
| Alfred Pfänder         | 222       | /       | 0               | 1937–1942            | /                            | 1939       |
| Ludwig Philipp         | 285       | 0       | 2               | 1905–1919            | /                            | /          |
| Javier Pinola          | 57 (65)   | 2 (3)   | 0               | seit 2005            | /                            | 2007       |
| Hans Pöschl            | 140 (227) | 91      | 0               | 1938–?               | 1948                         | /          |
| Jan Polák              | 62 (68)   | 4 (4)   | 0               | 2005–2007            | /                            | 2007       |
| Fritz Popp             | 235 (424) | 3       | 0               | 1962–1972            | 1968                         | /          |
| Luitpold Popp          | 870       | 0       | 5               | 1917–1935            | 1920, 1921, 1925, 1927       | /          |
| Dominik Reinhardt      | 78 (86)   | 1 (1)   | 0               | seit 1999            | /                            | 2007       |
| Baptist Reinmann       | 281       | /       | 4               | 1926–1935            | 1927                         | /          |
| Steff Reisch           | 167 (277) | 17      | 9               | 1960–1967            | 1961                         | 1962       |
| Stefan Reuter          | 125       | 13      | 9               | 1984–1988            | /                            | /          |
| Carl Riegel            | 370       | /       | 7               | 1914–?               | 1920, 1921, 1924, 1925       | /          |
| Ivan Saenko            | 57 (65)   | 17 (18) | 0               | 2005–2008            | /                            | 2007       |
| Horst Schade           | 133       | 52      | 1               | 1953–1956            | /                            | /          |
| Raphael Schäfer        | 130 (140) | 0 (0)   | 0               | 2001–2007            | /                            | 2007       |
| Edi Schaffer           | 228 (413) | 0       | 0               | 1947–1958            | 1948                         | /          |
| Bumbes Schmidt         | 297       | /       | 16              | 1922–1944            | 1924, 1925, 1927             | /          |
| Seppl Schmitt          | 605       | /       | 2               | 1926–1948            | 1927, 1936                   | 1935       |
| Gustav Schober         | 152 (295) | 6       | 0               | 1947–1960            | /                            | /          |
| Hubert Schöll          | 4         | 0       | 0               | 1966–1968            | 1968                         | /          |
| Reinhold Schöll        | 140 (301) | 3       | 0               | 1974–1984            | /                            | /          |
| Markus Schroth         | 83 (91)   | 17 (17) | 0               | 2004–2007            | /                            | 2007       |
| Richard Schwab         | 20        | /       | 0               | 1934–?               | 1936                         | /          |
| Manfred Schwabl        | 133       | 9       | 4               | 1986–1989, 1992–1994 | /                            | /          |
| Waldemar Schweinberger | 153 (252) | 40      | 0               | 1953–1961            | /                            | /          |
| Willi Spieß            | 17 (182)  | 5       | 0               | 1934–1947            | /                            | 1935       |
| Matthew Spiranovic     | 8 (10)    | 0 (0)   | 0               | seit 2007            | /                            | 2007       |
| August Starek          | 55        | 15      | 0               | 1967–1968, 1971–1972 | 1968                         | /          |
| Jean Steinlein         | 86        | /       | 0               | 1908–?               | 1920                         | /          |
| Wilhelm Sold           | 34        | 0       | 3               | 1939/40              | /                            | 1939       |
| Peter Stocker          | 248 (447) | 8       | 0               | 1975–1983            | /                            | /          |
| Heinz Strehl           | 300 (534) | 78      | 0               | 1958–1970            | 1961, 1968                   | 1962       |
| Wolfgang Strobel       | 421       | /       | 4               | 1917–?               | 1920, 1921, 1924, 1925       | /          |
| Heiner Stuhlfauth      | 606       | /       | 21              | 1916–1948            | 1920, 1921, 1924, 1925, 1927 | /          |
| Rudi Sturz             | 189 (344) | 32      | 0               | 1971–1977            | /                            | /          |
| Hans Sutor             | 204       | /       | 12              | 1920–1926            | 1921, 1924, 1925             | /          |
| Péter Szabó            | 43        | /       | 0               | 1919–1920            | 1920                         | /          |
| Jürgen Täuber          | 202 (420) | 5       | 0               | 1976–1984            | /                            | /          |
| Gyula Tóth             | 12        | 0       | 0               | 1965–1968            | 1968                         | /          |
| Heiner Träg            | 455       | /       | 6               | 1912–1927            | 1920, 1921, 1924, 1925, 1927 | /          |
| Kurt Ucko              | 280 (509) | 20      | 0               | 1949–1961            | 1961                         | /          |
| Hans Uebelein (I)      | 122 (487) | 2       | 0               | 1934–1951            | 1936, 1948                   | 1935, 1939 |
| Julius Uebelein (II)   | 89 (284)  | 31      | 0               | 1935–1949            | /                            | /          |
| Schorsch Volkert       | 136 (232) | 37      | 6               | 1965–1969, 1980–1981 | 1968                         | /          |
| Roland Wabra           | 303 (523) | /       | 0               | 1957–1969            | 1961, 1968                   | 1962       |
| Leonhard Weiß          | 244       | 0       | 1               | 1928–1934            | /                            | /          |
| Nandl Wenauer          | 403 (706) | 7       | 4               | 1958–1972            | 1961, 1968                   | 1962       |
| Horst Weyerich         | 230 (445) | 48      | 0               | 1975–1985            | /                            | /          |
| Ludwig Wieder          | 437       | /       | 6               | 1922–1931            | 1924, 1925, 1927             | /          |
| Tasso Wild             | 153 (261) | 55      | 0               | 1959–1967            | /                            | 1962       |
| Georg Winter           | 265       | /       | 0               | 1912–?               | 1927                         | /          |
| Conny Winterstein      | 243 (409) | 96      | 0               | 1945–1955            | 1948                         | /          |
| Andreas Wolf           | 117 (128) | 2 (2)   | 0               | seit 1997            | /                            | 2007       |
| Walter Zeitler         | 147 (306) | 1       | 0               | 1952–1960            | /                            | /          |
| Josef Zenger           | 115 (198) | 22      | 0               | 1956–1964            | 1961                         | /          |
| Name                   | Spiele(a) | Tore(b) | Länderspiele(c) | 1. Mannschaft        | Meistertitel                 | Pokal      |

(a)Bei Spielern vor 1945 nur die Gesamtzahl aller Spiele, bei Spielern nach 1945 Zahl der Ligaspiele und in Klammern die Gesamtzahl, sofern bekannt.

(b)Bei den Toren nur die Anzahl der Ligatore, vor 1945 nicht erfasst. Wenn nicht bekannt, durch / gekennzeichnet

(c)Es sind nur Länderspiele für die deutsche Nationalmannschaft während der Zugehörigkeit zum 1. FC Nürnberg angegeben

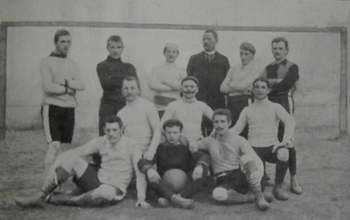
Erste Mannschaft aus dem Jahr 1902
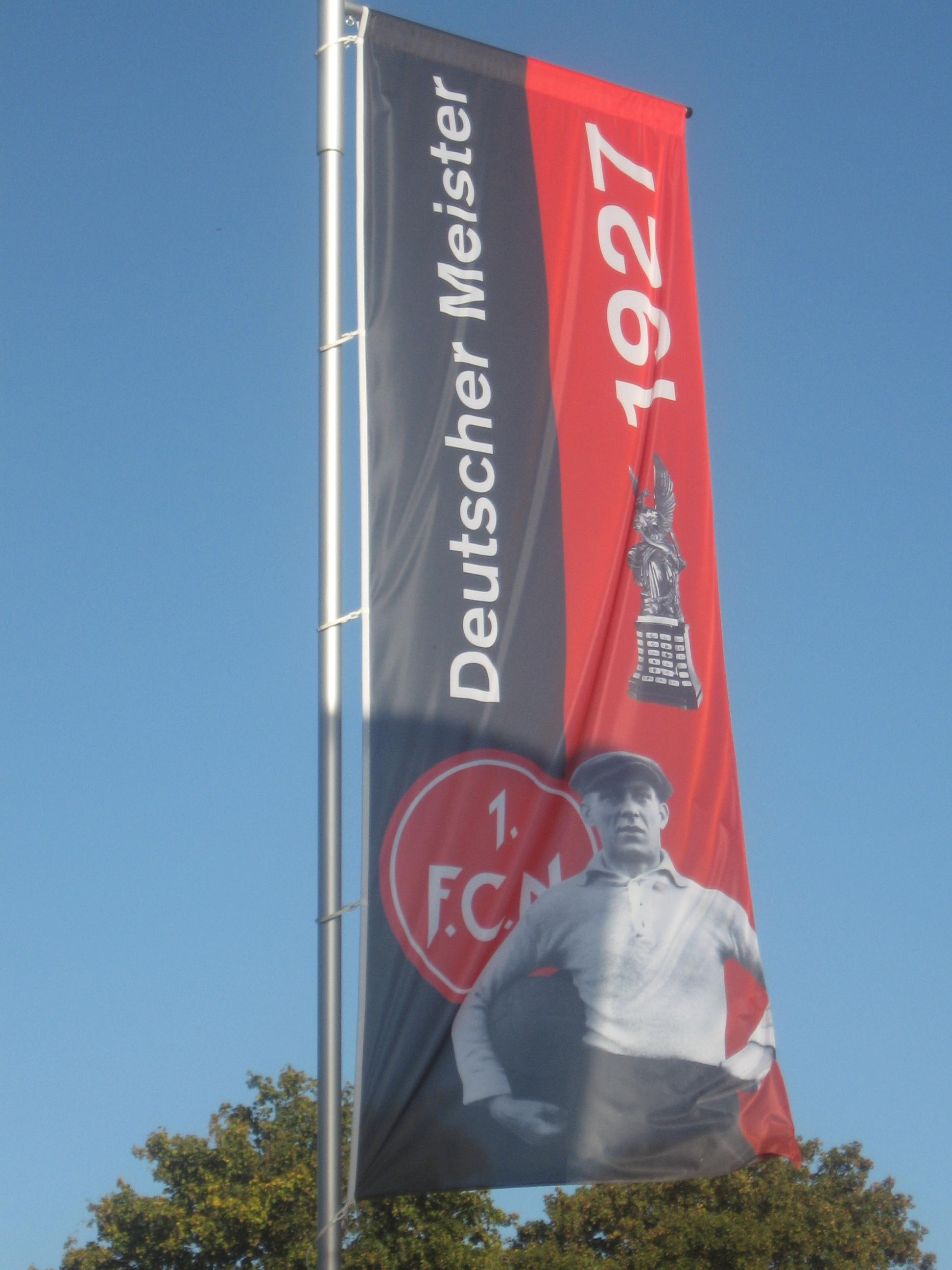
Zeitweise deutscher Rekordnationalspieler: Heiner Stuhlfauth
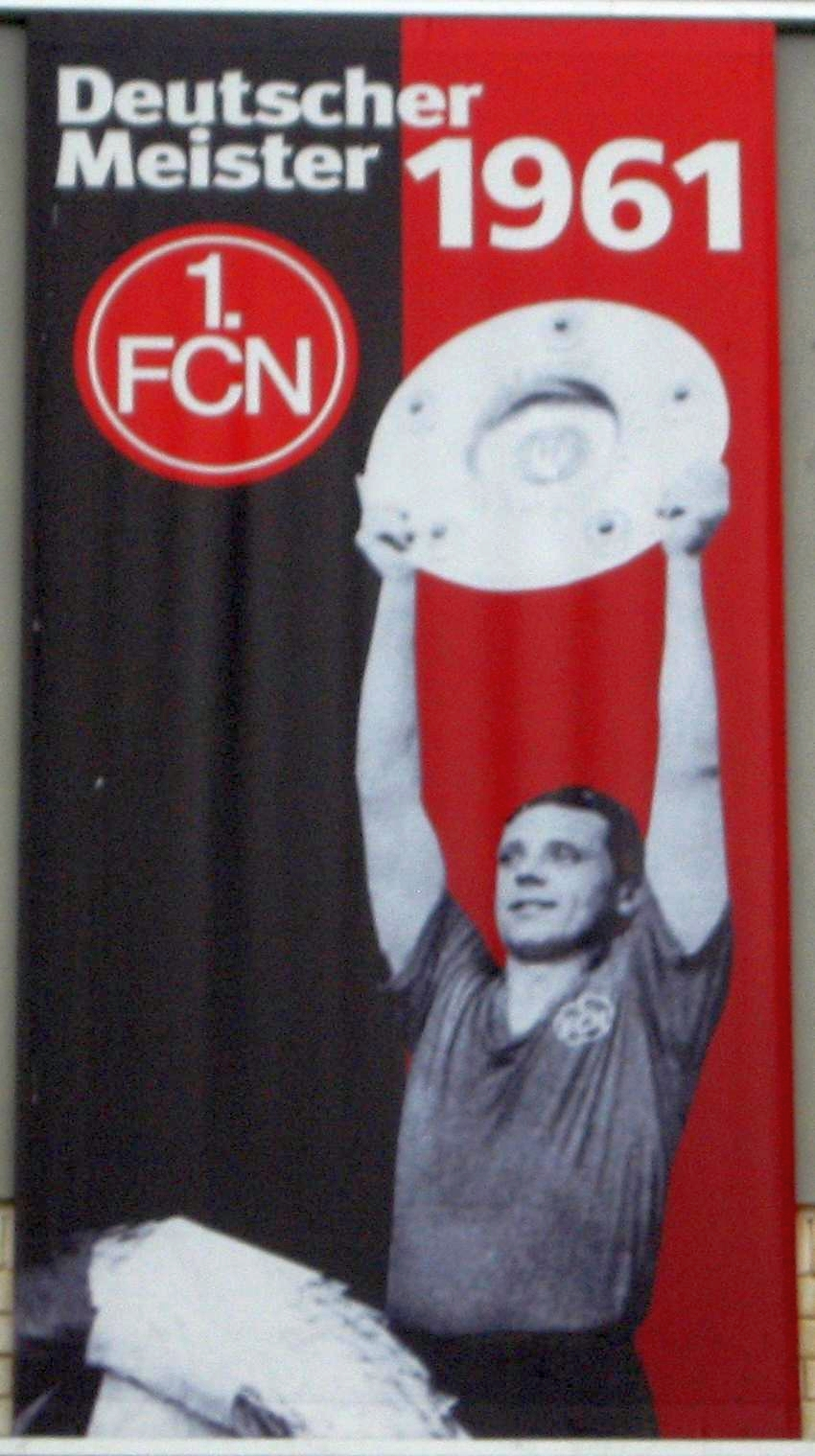
Weltmeister 1954, Deutschlands Fußballer des Jahres und 1961 und namensgebend für das Stadion: Max Morlock
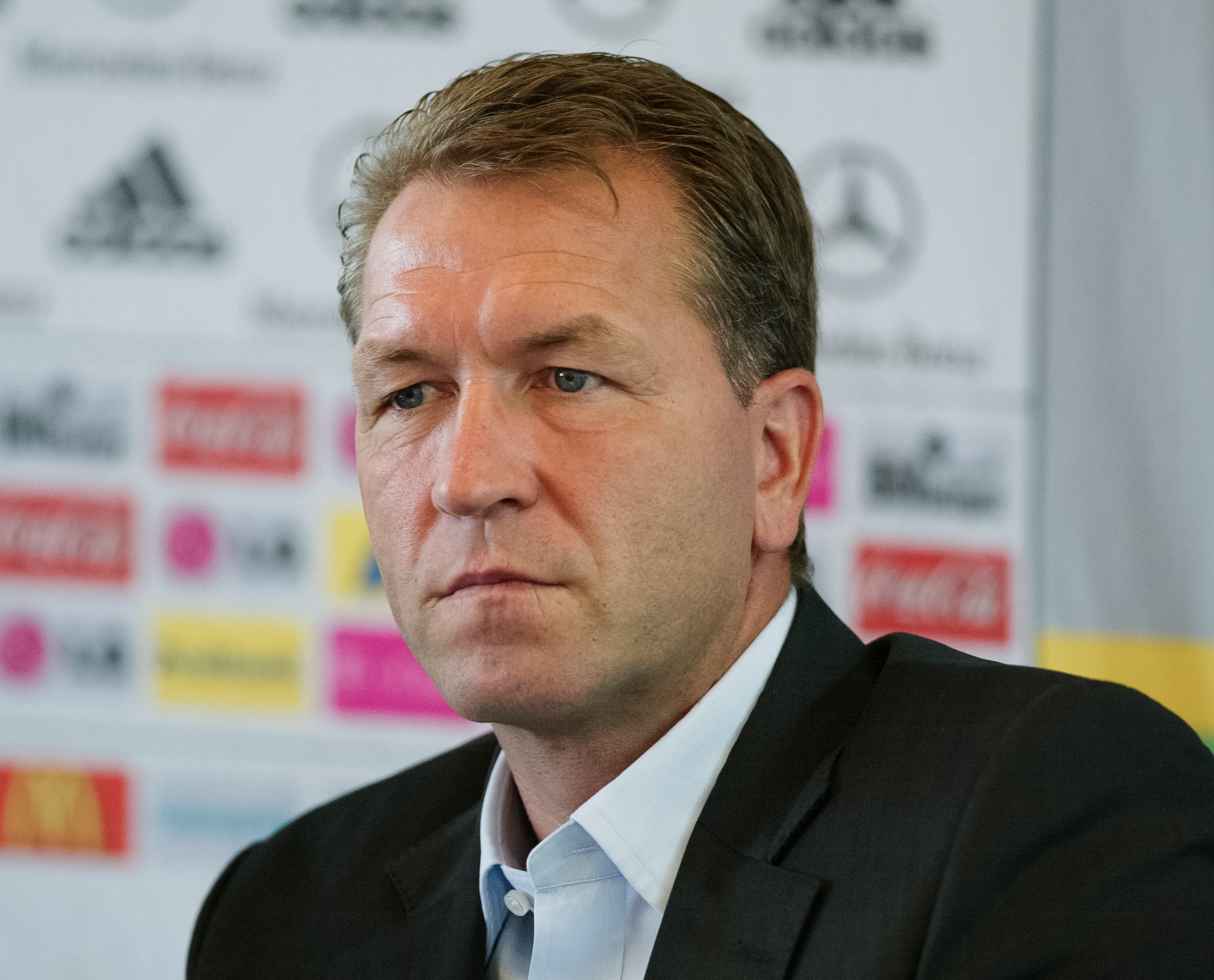
Fußballer des Jahres 1993: Andreas Köpke
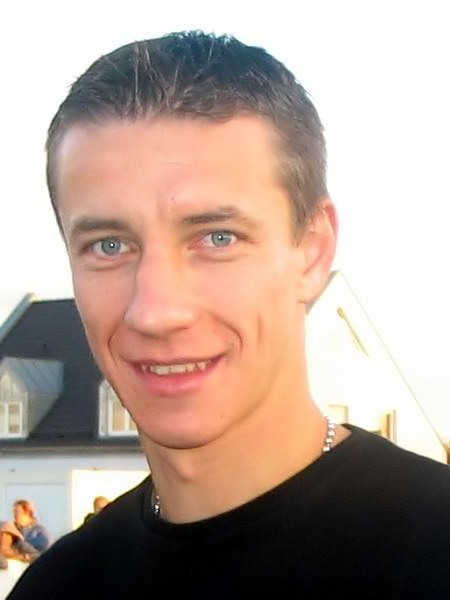
Torschützenkönig der Ersten und Zweiten Bundesliga: Marek Mintál
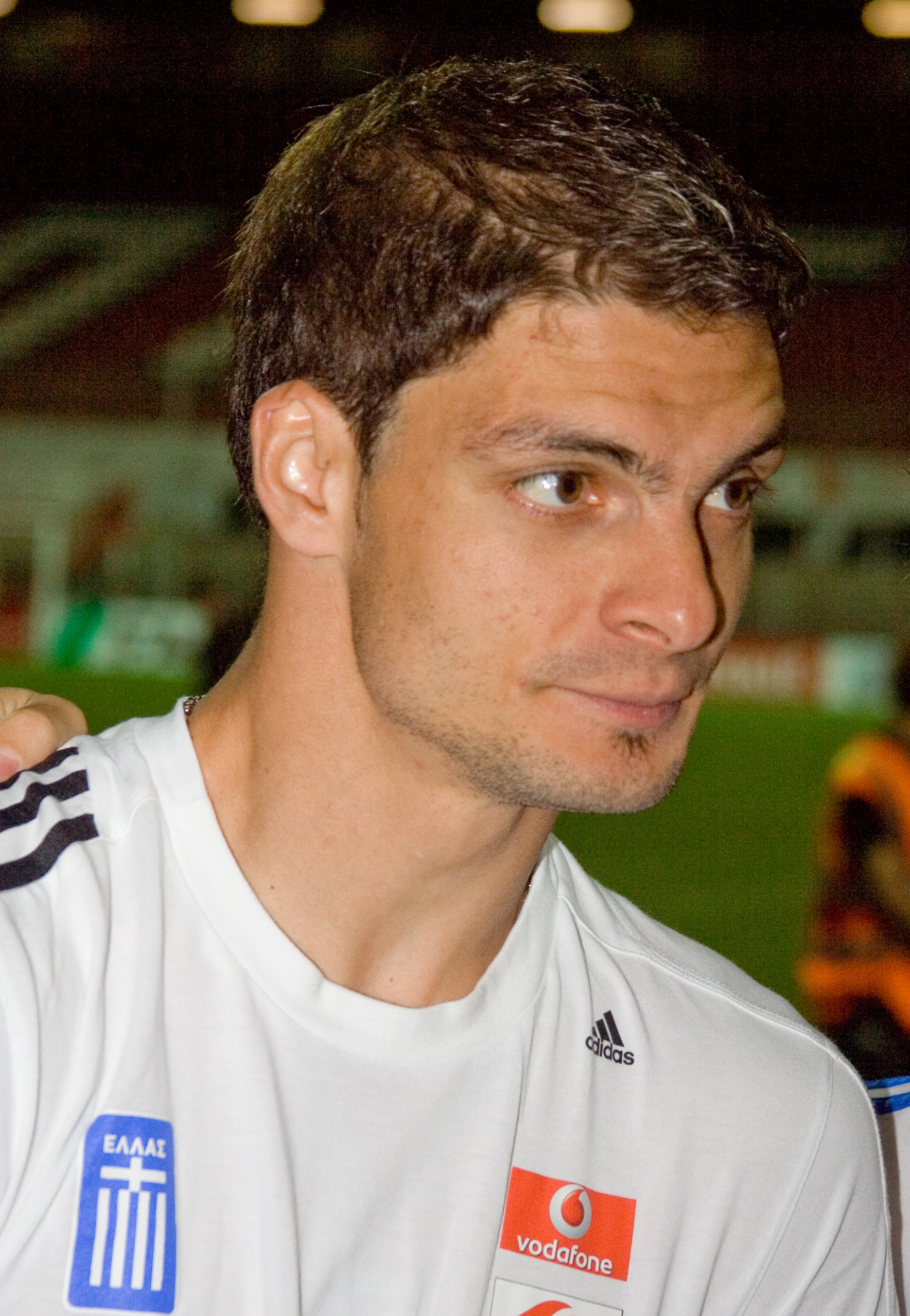
Teuerster Einkauf der Vereinsgeschichte: Angelos Charisteas

#### Die „Jahrhundert(+10)elf“ 2010
Vor der Saison 2010/11 wählten die Clubfans per Internetabstimmung eine Mannschaft aus 110 Jahren Vereinsgeschichte. Dabei konnte jeder Benutzer pro Position einen Spieler aus einer bereitgestellten Vorauswahl als seine größte Legende aussuchen. Die besten Spieler pro Position wurden in die Jahrhundertelf aufgenommen (ein Torwart, vier Abwehr- und Mittelfeldspieler, zwei Stürmer). Elf weitere gut platzierte Spieler wurden als „Ersatzspieler“ ausgezeichnet.
Das Ergebnis zeigt dabei eine deutliche Tendenz zur jüngeren Vereinsgeschichte, also vermutlich zu Spielern, die der Großteil der Wähler noch selbst erlebt hatte. Wenauer und Morlock sind die einzigen Mitglieder der Elf, die schon vor den späten 1970ern beim Verein aktiv waren und zugleich die einzigen, die eine Nürnberger Meisterschaft feiern konnten.
Wolf und Mintál waren zur Zeit der Abstimmung noch aktiv, ebenso wie Schäfer, der es aber nur zum Ersatzspieler schaffte. Ebenfalls unter die Ersatzspieler schafften es Kießling, der einzige Wahlberechtigte, der zur Zeit der Abstimmung bei einem anderen Verein aktiv war, und Oechler, damals Mitglied im Aufsichtsrat des 1. FC Nürnberg.
| Torhüter | Abwehr | Mittelfeld | Stürmer |
| --- | --- | --- | --- |
| Andreas Köpke (61 %) 0 Ersatz Heinrich Stuhlfauth (23 %) Raphael Schäfer (12 %) 0 auch zur Wahl Roland Wabra (3 %) Georg Köhl (1 %) Eduard Schaffer (1 %) | Stefan Reuter (29 %) Andreas Wolf (24 %) Thomas Brunner (17 %) Ferdinand Wenauer (11 %) 0 Ersatz Horst Weyerich (5 %) Horst Leupold (4 %) Luitpold Popp (3 %) 0 auch zur Wahl Norbert Eder (2 %) Anders Giske (2 %) Georg Kennemann (2 %) Willi Billmann (1 %) Hans Uebelein (1 %) | Marek Mintál (46 %) Max Morlock (29 %) Hans Dorfner (7 %) Reinhold Hintermaier (7 %) 0 Ersatz Marc Oechler (7 %) Hans Kalb (1 %) Dieter Nüssing (1 %) 0 auch zur Wahl Dieter Lieberwirth (1 %) Stefan Reisch (1 %) Robert Gebhardt (0 %) Heini Müller (0 %) Hans Schmidt (0 %) | Saša Ćirić (28 %) Dieter Eckstein (23 %) 0 Ersatz Sergio Zárate (19 %) Stefan Kießling (12 %) Heinz Strehl (8 %) 0 auch zur Wahl Franz Brungs (5 %) Souleyman Sané (2 %) Georg Volkert (2 %) Heinrich Träg (1 %) Hans Walitza (1 %) Georg Friedel (0 %) Josef Schmitt (0 %) |

Die Jahrhundert(+10)elf im Diagramm. Die Positionsdetails sind dabei möglichst sinnvoll ergänzt und haben nichts mit der Wahl zu tun.

#### Die „Jahrhundertelf“ 2020
Eine weitere vielbeachtete Wahl zu einer „Jahrhundertelf“ wurde anlässlich des 120-jährigen Vereinsjubiläums von den Nürnberger Nachrichten veranstaltet. Dabei gab es folgendes Ergebnis:
| Torhüter                                   | Abwehr | Defensives Mittelfeld            | Offensive |
| ------------------------------------------ | --- | -------------------------------- | --- |
| Andreas Köpke 0 Ersatz Heinrich Stuhlfauth | Horst Leupold Andreas Wolf Ferdinand Wenauer Javier Pinola 0 Ersatz Thomas Brunner Anton Kugler Luitpold Popp Fritz Popp 0 | Tomáš Galásek 0 Ersatz Hans Kalb | Sergio Zárate Max Morlock Georg Volkert Dieter Eckstein Marek Mintál Ersatz Zvezdan Čebinac İlkay Gündoğan Iwan Sajenko Franz Brungs Heinz Strehl |

Als dazugehöriger Trainer wurde Hans Meyer gewählt.
In beiden Auswahlmannschaften vertreten sind Dieter Eckstein, Andreas Köpke, Marek Mintál, Max Morlock, Ferdinand Wenauer und Andreas Wolf, „aufgestiegen“ sind die Ersatzspieler Horst Leupold und Sergio Zárate sowie Georg Volkert, der es 2010 nicht einmal „auf die Bank“ geschafft hatte. Ebenfalls neu sind Tomáš Galásek und Javier Pinola, die 2010 nicht zur Wahl standen, obwohl sie schon damals aktiv oder gar bei Nürnberg ehemalig waren. Thomas Brunner stieg zum Ersatzspieler ab, während Saša Ćirić, Hans Dorfner, Reinhold Hintermaier und Stefan Reuter komplett aus der Mannschaft fielen. Beachtlich ist dabei, dass Ćirić und Reuter 2010 sogar die Bestwerte auf ihrer Position erreicht hatten.

#### Die „Jahrhundert+25Elf“ 2025
Anlässlich des 125. Gründungsjubiläums ließ der Verein von seinen Mitgliedern „Spieler [wählen], die gemeinsam mit Max Morlock für 125 Jahre FCN stehen“. Dabei konnte für jedes Jahrzehnt von den 1920ern bis zu den 2010ern jeweils ein Spieler ausgewählt werden, „Jahrhundertspieler“ Max Morlock war zudem gesetzt. Die Vorauswahl von drei Spielern pro Dekade wurde von Markus Othmer und „ein paar echten Experten“ aufgestellt, zu denen Horst Leupold, Andreas Wolf, Thomas Ziemer und Franz Schäfer gehörten.
| Jahrzehnt          | Spieler             | Position           | Stimmen | Auch zur Wahl                       |
| ------------------ | ------------------- | ------------------ | ------- | ----------------------------------- |
| 1920er             | Heinrich Stuhlfauth | Tor                | 4924    | Hans Kalb Hans Sutor                |
| 1930er             | Hans Uebelein       | Mittelfeld, Abwehr | 2766    | Willi Billmann Richard Oehm         |
| 1940er             | Edi Schaffer        | Tor                | 3544    | Georg Kennemann Robert Gebhardt     |
| 1950er             | Heinz Strehl        | Sturm              | 3613    | Roland Wabra Ferdinand Wenauer      |
| 1960er             | Georg Volkert       | Sturm              | 2243    | Heini Müller Horst Leupold          |
| 1970er             | Dieter Nüssing      | Mittelfeld, Sturm  | 4482    | Norbert Eder Bertram Beierlorzer    |
| 1980er             | Dieter Eckstein     | Sturm              | 4532    | Thomas Brunner Reinhold Hintermaier |
| 1990er             | Andreas Köpke       | Tor                | 4853    | Michael Wiesinger Marc Oechler      |
| 2000er             | Marek Mintál        | Mittelfeld         | 5274    | Andreas Wolf Raphael Schäfer        |
| 2010er             | Javier Pinola       | Abwehr             | 4736    | Hanno Behrens Enrico Valentini      |
| Jahrhundertspieler | Max Morlock         | Sturm              | 5810    |                                     |

#### Vereinsinterne Torschützenkönige
Diese Tabelle zeigt die besten Saisontorschützen des 1. FC Nürnberg seit Einführung der Bundesliga 1963/64. Zum Vergleich sind auch die Tore des Torschützenkönigs der Liga und die Tore des FCN in der Saison insgesamt aufgeführt. Standardmäßig ist die Tabelle chronologisch sortiert, sie lässt sich aber auch nach Anzahl der Tore oder nach Ligazugehörigkeit ordnen. Für die Spielzeiten in der zweitklassigen Regionalliga stehen keine Torschützendaten zur Verfügung.
| Saison       | Liga          | Spieler                                        | Tore | Ligakönig                                                                   | Tore | Tore des FCN |
| ------------ | ------------- | ---------------------------------------------- | ---- | --------------------------------------------------------------------------- | ---- | ------------ |
| Saison 63/64 | Bundesliga    | Heinz Strehl                                   | 16   | Uwe Seeler, HSV                                                             | 30   | 45           |
| Saison 64/65 | Bundesliga    | Heinz Strehl                                   | 15   | Rudolf Brunnenmeier, 1860                                                   | 24   | 44           |
| Saison 65/66 | Bundesliga    | Franz Brungs                                   | 13   | Lothar Emmerich, BVB                                                        | 31   | 54           |
| Saison 66/67 | Bundesliga    | Franz Brungs                                   | 12   | Lothar Emmerich, BVB und Gerd Müller, FCB                                   | 28   | 43           |
| Saison 67/68 | Bundesliga    | Franz Brungs                                   | 25   | Hannes Löhr, 1. FC Köln                                                     | 27   | 71           |
| Saison 68/69 | Bundesliga    | Hans Küppers                                   | 10   | Gerd Müller, FCB                                                            | 30   | 45           |
| Saison 69/70 | Regionalliga  | …                                              | …    | …                                                                           | …    | 64           |
| Saison 69/70 | Regionalliga  | …                                              | …    | …                                                                           | …    | 81           |
| Saison 71/72 | Regionalliga  | …                                              | …    | …                                                                           | …    | 49           |
| Saison 72/73 | Regionalliga  | …                                              | …    | …                                                                           | …    | 61           |
| Saison 73/74 | Regionalliga  | …                                              | …    | …                                                                           | …    | 63           |
| Saison 74/75 | 2. Bundesliga | Hans Walitza                                   | 21   | Bernd Hoffmann, KSC                                                         | 25   | 70           |
| Saison 75/76 | 2. Bundesliga | Dieter Nüssing und Hans Walitza                | 21   | Karl-Heinz Granitza, SV Röchling Völklingen                                 | 29   | 78           |
| Saison 76/77 | 2. Bundesliga | Hans Walitza                                   | 21   | Lothar Emmerich, FV Würzburg 04                                             | 24   | 77           |
| Saison 77/78 | 2. Bundesliga | Horst Weyerich                                 | 14   | Emanuel Günther, KSC und Peter Cestonaro, SV Darmstadt 98                   | 27   | 75           |
| Saison 78/79 | Bundesliga    | Detlev Szymanek                                | 6    | Klaus Allofs, Fortuna Düsseldorf                                            | 22   | 36           |
| Saison 79/80 | 2. Bundesliga | Herbert Heidenreich                            | 13   | Emanuel Günther, KSC                                                        | 29   | 88           |
| Saison 80/81 | Bundesliga    | Georg Volkert                                  | 10   | Karl-Heinz Rummenigge, FCB                                                  | 29   | 47           |
| Saison 81/82 | Bundesliga    | Werner Heck                                    | 14   | Horst Hrubesch, HSV                                                         | 27   | 53           |
| Saison 82/83 | Bundesliga    | Werner Heck                                    | 11   | Rudi Völler, SVW                                                            | 23   | 44           |
| Saison 83/84 | Bundesliga    | Manfred Burgsmüller                            | 12   | Karl-Heinz Rummenigge, FCB                                                  | 26   | 38           |
| Saison 84/85 | 2. Bundesliga | Dieter Eckstein                                | 13   | Manfred Burgsmüller, Rot-Weiß Oberhausen                                    | 29   | 71           |
| Saison 85/86 | Bundesliga    | Dieter Eckstein                                | 12   | Stefan Kuntz, Bochum                                                        | 22   | 51           |
| Saison 86/87 | Bundesliga    | Jørn Andersen                                  | 14   | Uwe Rahn, Mönchengladbach                                                   | 24   | 62           |
| Saison 87/88 | Bundesliga    | Dieter Eckstein                                | 15   | Jürgen Klinsmann, VfB Stuttgart                                             | 19   | 44           |
| Saison 88/89 | Bundesliga    | Dieter Eckstein und Martin Wagner              | 7    | Thomas Allofs, 1. FC Köln und Roland Wohlfarth, FCB                         | 17   | 36           |
| Saison 89/90 | Bundesliga    | Reiner Wirsching                               | 7    | Jørn Andersen, Eintracht Frankfurt                                          | 18   | 42           |
| Saison 90/91 | Bundesliga    | Jörg Dittwar, Dieter Eckstein und Marc Oechler | 7    | Roland Wohlfarth, FCB                                                       | 21   | 40           |
| Saison 91/92 | Bundesliga    | Dieter Eckstein                                | 12   | Fritz Walter, VfB Stuttgart                                                 | 22   | 54           |
| Saison 92/93 | Bundesliga    | Dieter Eckstein                                | 10   | Ulf Kirsten, Leverkusen und Anthony Yeboah, Eintracht Frankfurt             | 20   | 30           |
| Saison 93/94 | Bundesliga    | Sergio Zárate                                  | 13   | Stefan Kuntz, Kaiserslautern und Anthony Yeboah, Eintracht Frankfurt        | 18   | 41           |
| Saison 94/95 | 2. Bundesliga | Arnar Gunnlaugsson                             | 8    | Jürgen Rische, VfB Leipzig                                                  | 17   | 38           |
| Saison 95/96 | 2. Bundesliga | Joe-Max Moore                                  | 8    | Fritz Walter, Bielefeld                                                     | 21   | 33           |
| Saison 96/97 | Regionalliga  | Markus Kurth                                   | 16   | Frank Türr, SpVgg Greuther Fürth                                            | 25   | 75           |
| Saison 97/98 | 2. Bundesliga | Michael Wiesinger                              | 11   | Angelo Vier, FC Gütersloh                                                   | 18   | 52           |
| Saison 98/99 | Bundesliga    | Saša Ćirić                                     | 13   | Michael Preetz, Hertha BSC                                                  | 23   | 40           |
| Saison 99/00 | 2. Bundesliga | Dimtscho Beljakow                              | 14   | Tomislav Marić, Stuttgarter Kickers                                         | 21   | 54           |
| Saison 00/01 | 2. Bundesliga | Martin Driller                                 | 11   | Olivier Djappa, Reutlingen und Artur Wichniarek, Bielefeld                  | 18   | 58           |
| Saison 01/02 | Bundesliga    | Cacau                                          | 6    | Márcio Amoroso, BVB und Martin Max, 1860                                    | 18   | 34           |
| Saison 02/03 | Bundesliga    | Saša Ćirić                                     | 12   | Giovane Elber, FCB und Thomas Christiansen, Bochum                          | 21   | 33           |
| Saison 03/04 | 2. Bundesliga | Marek Mintál                                   | 18   | Marek Mintál und Francisco Copado, Unterhaching                             | 18   | 68           |
| Saison 04/05 | Bundesliga    | Marek Mintál                                   | 24   | Marek Mintál                                                                | 24   | 55           |
| Saison 05/06 | Bundesliga    | Róbert Vittek                                  | 16   | Miroslav Klose, SVW                                                         | 25   | 49           |
| Saison 06/07 | Bundesliga    | Iwan Sajenko                                   | 9    | Theofanis Gekas, Bochum                                                     | 20   | 43           |
| Saison 07/08 | Bundesliga    | Zvjezdan Misimović                             | 10   | Luca Toni, FCB                                                              | 24   | 35           |
| Saison 08/09 | 2. Bundesliga | Marek Mintál                                   | 16   | Marek Mintál, Benjamin Auer, Aachen und Cédric Makiadi, Duisburg            | 16   | 51           |
| Saison 09/10 | Bundesliga    | Albert Bunjaku                                 | 12   | Edin Džeko, Wolfsburg                                                       | 22   | 32           |
| Saison 10/11 | Bundesliga    | Christian Eigler                               | 8    | Mario Gómez, FCB                                                            | 28   | 47           |
| Saison 11/12 | Bundesliga    | Tomáš Pekhart und Daniel Didavi                | 9    | Klaas-Jan Huntelaar, Schalke                                                | 29   | 38           |
| Saison 12/13 | Bundesliga    | Per Nilsson                                    | 6    | Stefan Kießling, Leverkusen                                                 | 25   | 39           |
| Saison 13/14 | Bundesliga    | Josip Drmić                                    | 17   | Robert Lewandowski, BVB                                                     | 20   | 37           |
| Saison 14/15 | 2. Bundesliga | Jakub Sylvestr                                 | 9    | Rouwen Hennings, KSC                                                        | 17   | 42           |
| Saison 15/16 | 2. Bundesliga | Niclas Füllkrug                                | 14   | Simon Terodde, Bochum                                                       | 25   | 68           |
| Saison 16/17 | 2. Bundesliga | Guido Burgstaller                              | 14   | Simon Terodde, Stuttgart                                                    | 25   | 46           |
| Saison 17/18 | 2. Bundesliga | Hanno Behrens                                  | 14   | Marvin Ducksch, Kiel                                                        | 18   | 61           |
| Saison 18/19 | Bundesliga    | Hanno Behrens und Mikael Ishak                 | 4    | Robert Lewandowski, FCB                                                     | 22   | 26           |
| Saison 19/20 | 2. Bundesliga | Robin Hack                                     | 10   | Fabian Klos, Bielefeld                                                      | 21   | 45           |
| Saison 20/21 | 2. Bundesliga | Manuel Schäffler                               | 10   | Serdar Dursun, Darmstadt                                                    | 27   | 46           |
| Saison 21/22 | 2. Bundesliga | Nikola Dovedan                                 | 7    | Simon Terodde, Schalke                                                      | 30   | 49           |
| Saison 22/23 | 2. Bundesliga | Kwadwo Duah                                    | 7    | Tim Kleindienst, Heidenheim                                                 | 25   | 32           |
| Saison 23/24 | 2. Bundesliga | Can Uzun                                       | 16   | Robert Glatzel, HSV Haris Tabaković, Hertha und Christos Tzolis, Düsseldorf | 22   | 43           |
| Saison 24/25 | 2. Bundesliga |                                                |      |                                                                             |      |              |
| Saison       | Liga          | Spieler                                        | Tore | Ligakönig                                                                   | Tore | Tore des FCN |

### Cluberer der Saison
Nach jeder Hinrunde bzw. Saison kann auf der Homepage des 1. FC Nürnberg über den Clubberer der Hinrunde bzw. Saison abgestimmt werden. Hierbei führt Raphael Schäfer, der in drei Spielzeiten zum Clubberer der Saison gewählt wurde, die Rangliste an.
| Saison    | Cluberer der Hinrunde | Cluberer der Saison |
| --------- | --------------------- | ------------------- |
| 2004/2005 | unbekannt             | Marek Mintal        |
| 2005/2006 | unbekannt             | unbekannt           |
| 2006/2007 | Raphael Schäfer       | Andreas Wolf        |
| 2007/2008 | Zvjezdan Misimovic    | unbekannt           |
| 2008/2009 | unbekannt             | Marek Mintal        |
| 2009/2010 | unbekannt             | Raphael Schäfer     |
| 2010/2011 | Ilkay Gündogan        | Philipp Wollscheid  |
| 2011/2012 | Philipp Wollscheid    | Daniel Didavi       |
| 2012/2013 | Timm Klose            | Per Nilsson         |
| 2013/2014 | Josip Drmić           | unbekannt           |
| 2014/2015 | Alessandro Schöpf     | Guido Burgstaller   |
| 2015/2016 | Guido Burgstaller     | Raphael Schäfer     |
| 2016/2017 | Thorsten Kirschbaum   | Raphael Schäfer     |
| 2017/2018 | Mikael Ishak          | Hanno Behrens       |
| 2018/2019 | Virgil Misidjan       | Christian Mathenia  |
| 2019/2020 | unbekannt             | unbekannt           |
| 2020/2021 | Manuel Schäffler      | Erik Shuranov       |

### Trainer seit 1910
| Trainer               | Amtszeit                       |
| --------------------- | ------------------------------ |
| Fred Walker           | 1910 (1912?)                   |
| Fred Spiksley         | 1913                           |
| Dori Kürschner        | 1921 und 1922 für die Endrunde |
| Fred Spiksley         | 1926 bis 1927                  |
| Karl Michalke         | 1927 bis 1928                  |
| Hans Tauchert         | 1928 bis 1930                  |
| Jenő Konrád           | 1930 bis 1932                  |
| Anton „Toni“ Kugler   | 1932 bis 1933                  |
| Alfréd Schaffer       | 1933 bis 1935                  |
| Karl Michalke         | 1935 bis 1936                  |
| Gyuri Orth            | 1936 bis 1939                  |
| Alv Riemke            | 1939 bis 1941                  |
| Hans „Bumbes“ Schmidt | 1941 bis 1945                  |
| Alv Riemke            | 1945 bis 1946                  |
| Karl Michalke         | 1946 bis 1947                  |
| Seppl Schmitt         | 1947 bis 1949                  |
| Lorenz Polster        | 1949 bis 1949                  |
| Hans „Bumbes“ Schmidt | 7.12.1949 bis 1951             |
| Alv Riemke            | 1951 bis 1952                  |
| Anton „Toni“ Kugler   | 1952 bis 1954                  |
| Franz „Bimbo“ Binder  | 1954 bis 1960                  |
| Herbert Widmayer      | 1960 bis 30.10.1963            |
| Jenő Csaknády         | 1.11.1963 bis 30.6.1964        |
| Gunther Baumann       | 1.7.1964 bis 30.6.1965         |
| Jenő Csaknády         | 1.7.1965 bis 7.11.1966         |
| Jenő Vincze           | 8.11.1966 bis 31.12.1966       |
| Max Merkel            | 3.1.1967 bis 24.3.1969         |
| Robert Körner         | 25.3.1969 bis 12.4.1969        |

| Trainer             | Amtszeit                 |
| ------------------- | ------------------------ |
| Kuno Klötzer        | 13.4.1969 bis 30.6.1970  |
| Barthel Thomas      | 1.7.1970 bis 30.6.1971   |
| Slobodan Mihajlovic | 1.7.1971 bis 1.8.1971    |
| Fritz Langner       | 2.8.1971 bis 5.12.1971   |
| Zlatko Čajkovski    | 6.12.1971 bis 30.6.1973  |
| Hans Tilkowski      | 1.7.1973 bis 30.6.1976   |
| Horst Buhtz         | 1.7.1976 bis 19.5.1978   |
| Werner Kern         | 20.5.1978 bis 20.12.1978 |
| Robert Gebhardt     | 21.12.1978 bis 30.6.1979 |
| Jef Vliers          | 1.7.1979 bis 18.8.1979   |
| Robert Gebhardt     | 19.8.1979 bis 30.6.1980  |
| Horst Heese         | 1.7.1980 bis 3.3.1981    |
| Fritz Popp          | 4.3.1981 bis 26.5.1981   |
| Fred Hoffmann       | 27.5.1981 bis 30.6.1981  |
| Heinz Elzner        | 1.6.1981 bis 8.9.1981    |
| Udo Klug            | 9.9.1981 bis 25.10.1983  |
| Rudi Kröner         | 26.10.1983 bis 6.12.1983 |
| Fritz Popp          | 7.12.1983 bis 31.12.1983 |
| Heinz Höher         | 1.1.1984 bis 30.6.1988   |
| Hermann Gerland     | 1.7.1988 bis 9.4.1990    |
| Dieter Lieberwirth  | 10.4.1990 bis 30.6.1990  |
| Arie Haan           | 1.7.1990 bis 30.6.1991   |
| Willi Entenmann     | 1.7.1991 bis 9.11.1993   |
| Dieter Renner       | 10.11.1993 bis 2.1.1994  |
| Rainer Zobel        | 3.1.1994 bis 31.12.1994  |
| Günter Sebert       | 1.1.1995 bis 30.6.1995   |
| Hermann Gerland     | 1.7.1995 bis 30.4.1996   |
| Willi Entenmann     | 1.5.1996 bis 30.8.1997   |
| Felix Magath        | 1.9.1997 bis 30.6.1998   |

| Trainer                               | Amtszeit                  |
| ------------------------------------- | ------------------------- |
| Willi Reimann                         | 1.7.1998 bis 30.11.1998   |
| Thomas Brunner                        | 1.12.1998 bis 31.12.1998  |
| Friedel Rausch                        | 1.1.1999 bis 18.2.2000    |
| Thomas Brunner                        | 19.2.2000 bis 2.3.2000    |
| Klaus Augenthaler                     | 3.3.2000 bis 29.4.2003    |
| Wolfgang Wolf                         | 30.4.2003 bis 31.10.2005  |
| Dieter Lieberwirth                    | 1.11.2005 bis 8.11.2005   |
| Hans Meyer                            | 9.11.2005 bis 11.2.2008   |
| Thomas von Heesen                     | 12.2.2008 bis 28.8.2008   |
| Michael Oenning                       | 28.8.2008 bis 21.12.2009  |
| Dieter Hecking                        | 22.12.2009 bis 22.12.2012 |
| Michael Wiesinger & Armin Reutershahn | 24.12.2012 bis 7.10.2013  |
| Roger Prinzen (Interim)               | 8.10.2013 bis 20.10.2013  |
| Gertjan Verbeek                       | 21.10.2013 bis 23.04.2014 |
| Roger Prinzen (Interim)               | 23.04.2014 bis 05.06.2014 |
| Valérien Ismaël                       | 05.06.2014 bis 10.11.2014 |
| René Weiler                           | 12.11.2014 bis 29.06.2016 |
| Alois Schwartz                        | 29.06.2016 bis 07.03.2017 |
| Michael Köllner                       | 07.03.2017 bis 11.02.2019 |
| Boris Schommers (interim)             | 12.02.2019 bis 18.05.2019 |
| Damir Canadi                          | 20.06.2019 bis 05.11.2019 |
| Marek Mintál (interim)                | 06.11.2019 bis 12.11.2019 |
| Jens Keller                           | 13.11.2019 bis 29.06.2020 |
| Michael Wiesinger (interim)           | 01.07.2020 bis 11.07.2020 |
| Robert Klauß                          | 03.08.2020 bis 03.10.2022 |
| Markus Weinzierl                      | 04.10.2022 bis 20.02.2023 |
| Dieter Hecking (interim)              | 20.02.2023 bis 02.06.2023 |
| Michael Wiesinger (interim)           | 20.02.2023 bis 02.06.2023 |
| Cristian Fiél                         | 02.06.2023 bis 30.06.2024 |
| Miroslav Klose                        | ab 01.07.2024             |

### Präsidenten und Vorstände
| Präsident         | Amtszeit      |
| ----------------- | ------------- |
| Christoph Heinz   | 1900 bis 1904 |
| Ferdinand Küspert | 1904 bis 1910 |
| Christoph Heinz   | 1910 bis 1912 |
| Leopold Neuburger | 1912 bis 1914 |
| Ferdinand Küspert | 1915 bis 1917 |
| Konrad Gerstacker | 1917 bis 1919 |
| Leopold Neuburger | 1919 bis 1921 |
| Ludwig Bäumler    | 1921 bis 1923 |
| Eduard Kartini    | 1923          |
| Max Oberst        | 1923 bis 1925 |

| Präsident     | Amtszeit      |
| ------------- | ------------- |
| Hans Schregle | 1926 bis 1930 |
| Ludwig Franz  | 1930 bis 1935 |
| Karl Müller   | 1935 bis 1945 |
| Hans Hofmann  | 1945 bis 1946 |
| Hans Schregle | 1946 bis 1947 |
| Hans Hofmann  | 1947 bis 1948 |
| Ludwig Franz  | 1948 bis 1963 |
| Karl Müller   | 1963 bis 1964 |
| Walter Luther | 1964 bis 1971 |

| Präsident           | Amtszeit      |
| ------------------- | ------------- |
| Hans Ehrt           | 1971 bis 1977 |
| Lothar Schmechtig   | 1977 bis 1978 |
| Waldemar Zeitelhack | 1978 bis 1979 |
| Michael A. Roth     | 1979 bis 1983 |
| Gerd Schmelzer      | 1983 bis 1991 |
| Sven Oberhof        | 1991 bis 1992 |
| Gerhard Voack       | 1992 bis 1994 |
| Georg Haas          | 1994          |
| Michael A. Roth     | 1994 bis 2009 |
| Franz Schäfer       | 2009 bis 2010 |

Vier der Präsidenten wurden zum Ehrenpräsidenten ernannt. Dies sind: Christoph Heinz, Ludwig Franz, Lothar Schmechtig und Michael A. Roth.
Seit Oktober 2010 gibt es beim 1. FC Nürnberg die Position des (ehrenamtlichen) Präsidenten nicht mehr. Der Verein wird seitdem von einem hauptamtlichen, derzeit zweiköpfigen Vorstand geführt:
Sportvorstand
| Sportvorstand     | Amtszeit                  |
| ----------------- | ------------------------- |
| Martin Bader      | 10/2010 bis 30.09.2015    |
| Andreas Bornemann | 24.09.2015 bis 11.02.2019 |
| Robert Palikuća   | 15.04.2019 bis 26.07.2020 |
| Dieter Hecking    | seit 27.07.2020           |

Finanzvorstand
| Finanzvorstand | Amtszeit                                |
| -------------- | --------------------------------------- |
| Ralf Woy       | 07.10.2010 bis 03.02.2015               |
| Mario Hamm     | 06.02.2015 bis 31.08.2015 kommissarisch |
| Michael Meeske | 01.09.2015 bis 31.10.2018               |
| Niels Rossow   | seit 01.10.2018                         |

## Logo im Wandel der Zeit

1900–1918
1918–1945
1945–1961 oder früher
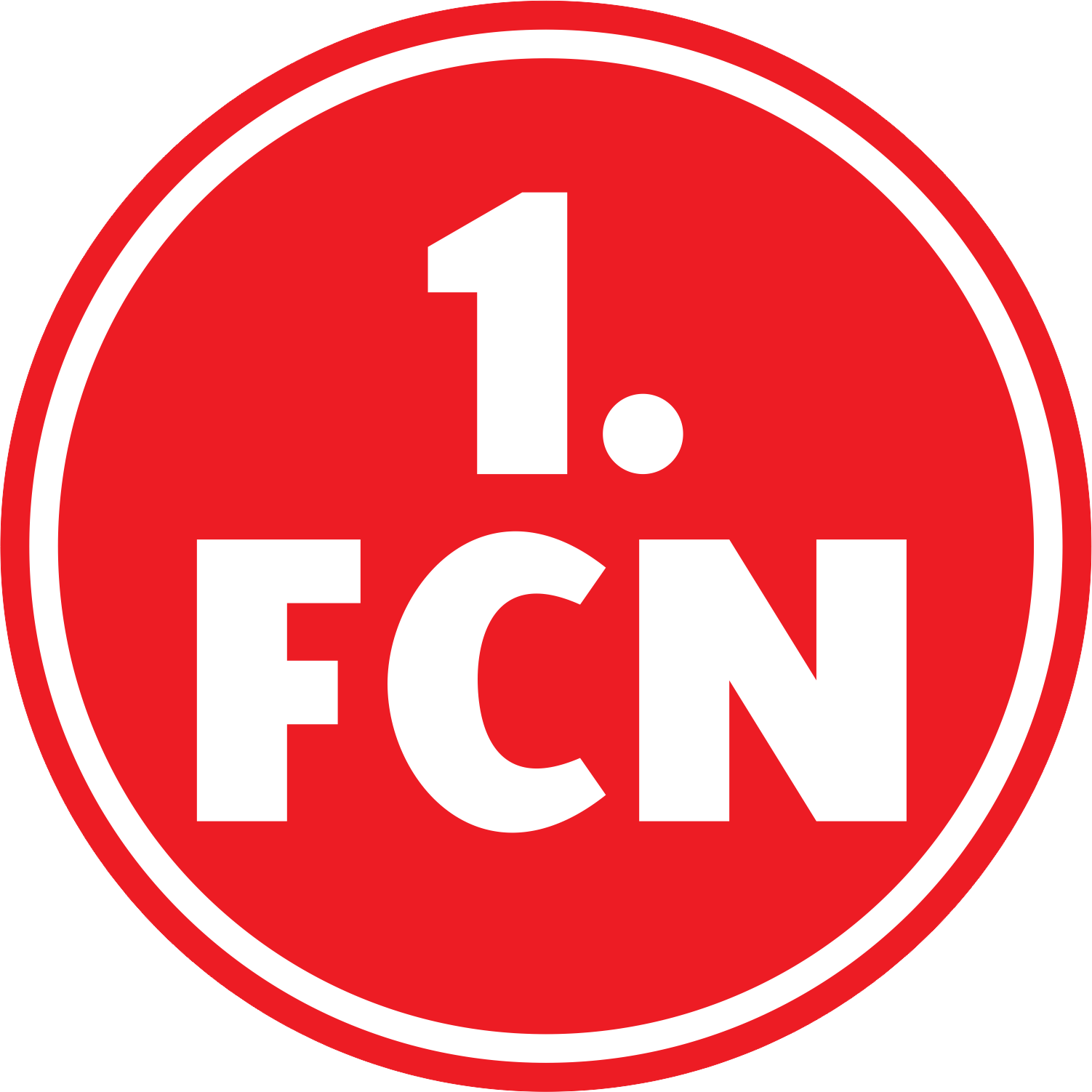
1961 oder früher bis 1977
1978 bis 2011
Seit 2011